# 飯盛里安
飯盛 里安（いいもり さとやす、1885年10月19日 - 1982年10月13日）は、日本の分析化学者、理学博士。
1917年9月創立間もない財団法人理化学研究所 (通称:理研) に入所し、主に放射性鉱物と希元素の研究を行う。1919年イギリスに留学し、オックスフォード大学のフレデリック・ソディ教授のもとで放射化学を学んだ。帰国後、日本では未開拓の分野だった放射化学を導入し基礎を築き確立させた功績、放射性鉱物の研究に生涯を捧げた科学者として「日本の放射化学の父」と呼ばれている。太平洋戦争中は、理研の仁科芳雄を中心に進められた原子爆弾開発研究 (ニ号研究) に加わり、ウラン鉱の探索・採掘・精製を行なった。戦後は人造宝石の研究を行い、ビクトリア・ストン、メタヒスイをはじめとする一連の人造宝石 (IL-stoneと総称) の発明者としても知られている。

## 経歴
1885年石川県金沢市生まれ。父は金沢藩士、加藤里衡（かとう さとひら）、母豊子の実家は金沢藩家老横山家の分家。父が高岡市の射水神社（いみずじんじゃ）の宮司であったので、少年時代を高岡市で過ごした。1898年10月富山県立高岡中学校 (現在の富山県立高岡高等学校) に入学した。一年後輩に正力松太郎と河合良成 (後に小松製作所会長となる）がいた。中学5年の時父が亡くなりその後同校を休学する。1903年5月に母と共に上京して早稲田中学に転学し1904年3月同校卒業後帰郷して同年9月第四高等学校 (旧制) に入学した。河合良成とは同期入学となり終生変わらない盟友となった。この年母方の叔父横山隆起（よこやま たかおき）の斡旋により飯盛挺造の養子となり、飯盛姓を名乗ることになった。第四高等学校では、台湾に烏山頭ダムを建設した八田與一とも同期であった。
第四高等学校 (旧制) 卒業後東京帝国大学理科大学化学科に入学、1910年同校卒業後に挺造の次女ゆくと結婚した。1910年大学卒業後直ちに大学院に入り、垪和為昌（はが ためまさ）教授、同教授没後は池田菊苗教授の指導を受けた。大学院生の時に助手講師を兼任し、1915年9月第一高等学校 (旧制) 教授に就任、1916年2月大学院卒業と共に理学博士の学位を授与された。
1917年理化学研究所に招かれて所員となり、第一高等学校教授を辞任した。1919年11月から1921年10月まで2年間イギリスに留学し、帰国後研究員、翌年主任研究員となり、以後1952年理化学研究所 を退任するまで理化学研究所飯盛研究室を主宰した。1952年8月1日科学研究所名誉研究員となり、1958年10月21日科学研究所は特殊法人理化学研究所に改組され、同所名誉研究員となった。理研在籍中の1931年4月 - 1932年3月には日本化学会会長を務めた。また、退任後の1953年5月 - 1954年4月には日本分析化学会会長を務めた。1961年4月には日本化学会名誉会員になった。退任後は東京巣鴨の自宅に設けた飯盛研究所で人造宝石の合成に専念した。

## 業績

### 大学院時代
学生のころから分析化学に興味を持ち、一学年の時には垪和教授に命じられて台湾の北投温泉に産する放射性鉱物北投石（岡本要八郎発見）中のウランの分析を行い、ウランを含まないことを確認したが、これが放射性鉱物分析の最初の実験であった。大学院での最初の研究はフェリシアン化カリウム（赤血塩）水溶液が日光又は熱の作用又は酸の存在によって自然還元を受けてベルリンブルーの沈殿を生じシアン化水素を放つ時、溶液全体がはなはだしく暗かっ色を呈する現象の解明であった。種々調査の結果、その原因となる物質はアクオ五シアノ鉄錯塩であることが確かめられた。同時にこの溶液を放置蒸発させる時析出する赤血塩結晶が暗かっ色針状（純赤血塩は板状結晶）となるのは上記アクオ五シアノ塩の微量の混入によることも解明され、この研究報告は研究生活の最初の論文として1915年に『東京化学会誌』に発表された。またこの結果は、後の人造宝石の研究の際、結晶の形をコントロールする昌癖調整法のヒントになった。
当時 K2[Fe(CN)6] なる組成の過フェリシアン化カリウムという物質の存在について諸説交錯し真偽不明であったところ、垪和教授から五フェリシアン化カリウム水溶液がオゾンによって暗かっ色に変色することの原因を探求することを推奨されたので、この問題に取り組んだ。その結果数種類の五シアノ第二鉄錯塩の生成を確認し、過フェリシアン化カリウムの存在は認められなかった。さらに続いてフェリシアン化カリウムの光化学反応の研究も行われ、これら鉄錯塩の研究の積み重ねはフェリシアン化カリウム溶液を用いる酸化滴定法の制定にまで展開し、これが学位論文の主論文として 1916年 大学院卒業と同時に理学博士の学位を授与された。
なお、フェリシアン化カリウムの光反応に関する2編の論文中で『光触媒』の用語が日本で最初に使われた。

### 理化学研究所時代

#### 初期の研究
シアノ鉄錯塩溶液の光化学反応の研究 はさらにニッケル、白金などのシアノ錯塩について進められ、ハロゲン化銀電極を用いる光化学電池の考案が行われ、これら一連のヨウ化銀感光発電池の研究、に対し1921年に日本化学会桜井褒賞が授与された。これら一連の研究は、光エネルギーを電気エネルギーに変換して利用することを念頭に進められたが、変換効率を上げることができず、実用化に至らなかった。それから約30年後にアメリカのベル研究所のピアソンらがp/n接合型太陽電池を発明し、これが現在の太陽光発電へと繋がった。

#### アイソトープの邦訳
フレデリック・ソディは、1900年からカナダのモントリオールにあるマギル大学でアーネスト・ラザフォードと共に放射性崩壊の研究を行ない、1904年からはグラスゴー大学の講師になり研究を続けた。その結果、元素が放射線を放つと別の元素に変化することを見出し（放射性変換説）、さらに放射性元素が化学的性質が同一であるにもかかわらず複数の原子量を持つ可能性を示した。ソディはこの概念をアイソトープ (Isotope) と名付け、研究結果を1918年12月のロンドン化学会で講演した。その内容は1919年東京帝国大学化学教室の定例雑誌会で取り上げられた。その席で飯盛はアイソトープの邦訳を同位元素とすることを提案し、同意を得た。

#### イギリス留学
1919年11月から2年間イギリス留学を命ぜられた。この留学は、恩師・櫻井錠二が第一次世界大戦中にイギリスからアメリカに向かう船に偶然ソディと乗り合わせ、そこで頼んだことにより実現した。最初の1年間はケンブリッジ大学の化学科講師ヘイコックのもとでヒ素の定量法としてヒ素をヒ酸に変えリン酸の場合と同様にモリブデン酸アンモニウムを加えて黄色のヒ素モリブデン酸アンモニウムの沈殿として分離する方法を検討した。この方法によってヒ素が正確に定量できることが証明され、ヘイコックに大変感謝された。続いて 1920年11月から オックスフォード大学に移り、フレデリック・ソディ 教授の指導を受けた。当時を回顧して「1920年の暮からソディ教授に師事して宿望の放射体化学の研究に多幸な1年を過ごした。その間教授と仕事を共にしたので教授の自然科学研究に対する偉大なる力量をハッキリと感得した」と述べている。当時ソディ 教授はトロン (ラドン220 (220Rn) の古い名前)、トリウムX、ウランX2に次いでプロトアクチニウムを発見した直後で、1921年度ノーベル賞受賞の年であった。理化学研究所の部屋には ソディ教授の眼光炯炯たる写真がいつも掲げられており、この写真を見上げながらよく当時の思い出を語った。ラドンを含む試料水を容器ごと振盪して空気中に分配する時の作業が、長身なソディ教授は楽々とこなしたが難作業だったことをよく語っていた。
担当した実験は
1. ソディ式ラドン計（同教授考案による高感度エマネーション <ラドン同位体の総称> 検電器）を用いて微量ラジウムを定量する方法の習得
2. セイロン産モナズ石中の微量成分であるウランを上記ラドン計で得たラジウム量から計算して求めること
3. ピッチブレンド中のウラン定量の湿式法であるブレーリー法の習熟
4. モナズ石のトリウム定量の湿式法であるベンツ法[28]を行う際に、放射性指示薬 UX1の微量を試料に添加し、分析過程で得られるトリウム沈殿物の示す UX1に基づく β放射能を測定し、これを UX1の標準の強さと比較することによってトリウムの行動を追跡する実験等であった。

これらの実験結果は帰国後まもなく理化学研究所でまとめられ、モナズ石中のウラン・トリウムの定量については、さらに日本産2種類と朝鮮産 2種類のモナズ石を加えて一括して発表された。UX1放射性指示薬による分析方法の検定も斬新な研究として評価された。

#### 放射線測定装置の開発
1921年イギリスからの帰国に際し、ソディ 教授から贈られた標準塩化ラジウム製剤といくつかの放射能測定器を持ち帰った。日本製の放射線測定機器類がまだ無かったので、これらの機器を理化学研究所工作部に製作させた。主な機器類は次のとおり。
- ローリッツェン検電器
- αβγ-放射能測定用検電器〔商品名：大型ラヂオスコープ〕
- 鉱泉及び気態試料の放射能測定器〔商品名：IM-泉効計〕（IM は飯盛のイニシアル）
- ラジウム測定用ラドン定量器〔商品名：理研精密ラドン計〕(下図参照)
- トロン定量用検電器

これらの機器類は理研から発売された。IM泉効計は温泉・鉱泉・池沼水の放射能を測定する携帯用機器で、約0.5リットルの試料水を槽内に採り、密閉振盪して溶存ラドンを槽中の5リットルの空気と0.5リットルの水との間に分配した後、空気相の放射能を測定して試料水中のラドン濃度を定量する携帯用ラドン測定装置である。ラドン標準として一定量の酸化ウラン粉末を塗布したアルミ板を電離槽中に差しこんで検電器で放射能を読み、これを付属の補正値（振盪時から測定時までの経過時p間を考慮した復元値）から始元期ラドン放射能をラドン濃度0.01マッヘまで求めることができる。鉱泉や井戸水などのラドン含有量測定に広く用いられた。現在でも鉱泉分析法指針に採用されていて温泉法施行規則第14条七にも、温泉成分分析を行おうとする者が備えるべき器具として「IM-泉効計又は液体シンチレーションカウンター」と記されている。
2017年4月、日本郵便株式会社から理化学研究所創立100周年の記念切手が発行された。この切手のデザインの一部にIM泉効計が取り入れられた。
2022年 IM泉効計は、日本化学会によって認定化学遺産 第58号に認定された。
|  |  |  |  |  |

#### 放射体化学に関する研究
1922年に東京帝国大学理学部化学教室に初めて「分析化学」と称する講座が設けられ、一部を担当したが1927年以降は「放射化学」の講義を担当し1943年まで続いた。これは日本における放射化学の講義の始まりである。当時執筆した「放射化学実験法」（『実験化学講座』13B, 1922年共立社）は多年蓄積された実験記録の詳細を具体的に例示した好適な指導書である。
1922年滋賀県田ノ上山で発見された微放射性マンガン土球塊について、海底又は湖底の沈積物としてのマンガン土球塊に類似していることを指摘し、太平洋深部のマンガン球塊と比較するとラジウム含有量が 4 - 5 倍の新種であることが確認された。
放射性元素についての特殊な研究として注目されるものに色暈（ハロ）の研究がある。放射性鉱物の微粒が透明な鉱物中に存在すると、その周囲の組織が長年月にわたって放射されるα線のために変色し、同心円状の着色層ができる。これを色暈と呼び、中心から表層までの距離はα線の飛程に対応する。1927年三重県石榑（いしぐれ）産黒雲母の薄片中に2種類の色暈を見出した。その一つに巨大色暈、他の一つに Z 色暈と名づけた。後者は空中飛程 1.2センチメートルおよび 2.1センチメートルのα線によるものとした。これより9年後に同じ巨大色暈がインド産菫青石にクリシュナムらによって見出され、これは RaC および ThC の長飛程α線によるものとされた。Z 色暈については11年後にゲオルク・ド・ヘヴェシーらがサマリウムが飛程1.13センチメートルのα線を放射することを発見し、飯盛の Z 色暈の1.2センチメートルα線放射体は恐らくサマリウムであろうと説明している。
希元素鉱物の探査中に見出されたいくつかの含ウラン鉱物について、鉛とウランの含有量の比が得られるので、鉱物の地質年代が推定できる。例えば南朝鮮忠清南道産サマルスキー石では134×106年、またヘリウムとウランおよびトリウム含有量の比から忠清南道及び平安南道産モナズ石では80 - 117×106年である。これら鉱物を含有するペグマタイトの地質年代はすべてジュラ紀前後であることが明らかになった。ラジオメトリー（放射測定法）に鉛の同位体指示薬として RaD と ThB とを比べてどれが使やすいかを半減期、壊変生成物の放射能から検討し、後者の方が約100倍鋭敏な指示性能を持つことを解説し、実用の際に必要な復元係数表を添付した。

#### 地質学的研究

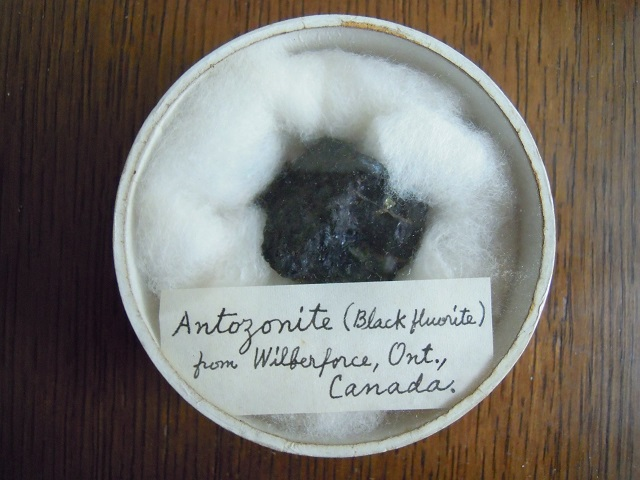
研究に使われたカナダウィルバーフォース産黒色蛍石 飯盛遺品
カナダ鉱山省鉱物資源課 H.S.Spenceから寄贈されたもの

希元素については、希アルカリ金属の簡易な分離法を考案して、鱗雲母およびチンワルド雲母からルビジウム及びリチウムを抽出した。そのうちルビジウムについては放射能を測定して産地または鉱物種による差異を調べ、ルビジウムの放射能が他の放射性元素の混入によるものではないことを確認した。また田ノ上産緑色陶土についてスカンジウムを検出、同地域の特殊高陵土中にガリウムおよびルテニウムを検出した。福井県赤谷に産する天然ヒ素は古来著名であるが、その付近の赤かっ色粘土中に著量(0.18%) のバナジウムが含まれ、これが天然の酸化還元触媒として作用することによって天然ヒ素が生成する機構を理論的に組み立て、さらに実験的に証明することができた。また能登半島に産する特殊な赤土がラテライト性土壌の一種であることを土壌の組成と土壌を酸またはアルカリで処理した抽出成分の量から推論した。また長野県山口村に産する酸性白土が共存する曹長石を含有するパーサイトに由来することを希土成分の分析値から推論した。カナダのウィルバーフォース産黒色蛍石に含有される遊離フッ素を定量するのに、試料鉱物をヨウ化カリウム溶液中に浸して乳鉢中で粉砕し、遊離したヨウ素をチオ硫酸ナトリウム溶液で滴定する方法を用い、0.001% 内外であることを確認した。この論文に関連して 2012年にミュンヘン工科大学のチームが19F-NMRを用いてアントゾナイト (蛍石の一種) から単体のフッ素を見出し、天然から単体フッ素が見つかったのは驚くべきことと報告している。しかし飯盛は1932年の前記論文中で、黒色蛍石中に単体のフッ素が存在することを認識していた。

#### 希元素・放射性鉱物の探索
放射性鉱物を含めて希有元素資源を調査するための旅行は1922年以降毎年 1-2回総計 40回以上行われた。日本国内ではガドリン石、ゼノタイム、および新鉱物・長手石が報告されている。長手石は石川県能登半島の柴垣付近の長手島で発見された褐簾石の変種と思われるセリウム族希土のリンケイ酸塩で、これに随伴して閃ウラン鉱又はブレッゲル石と思われるウラン鉱の日本初となる産出も報告された。長手石は標準標本が戦災で失われたうえ、きわめて希産なので今では "まぼろしの鉱物" といわれている。
1936年11月には福島県川俣地方の水晶山および房又にある長石ケイ石採石場において幸運にも日本最大のペグマタイト鉱床が発見された。この鉱床からは何種類もの希元素鉱物が採取され。ここで得られた鉱物のうちトロゴム石は日本で初めての産出で、フェルグソン石は牙状に突き立って中に閃ウラン鉱を包含する珍しい産状である。その他研究室の室員の名で発表された鉱物に、阿武隈石、イットリア石、テンゲル石、変種ジルコンおよびゼノタイム、褐簾石、閃ウラン鉱、ガドリン石、イットロゴム石、銅ウラン鉱および灰ウラン鉱などがある。

## ニ号研究との関わり

### ニ号研究開始前の希元素鉱物資源の状況
1922年からの調査で国内には有望な希元素の資源が無いことが分かっていたので検討の結果、1934年に日本の統治下にあった朝鮮半島全域にわたる調査が行われた。調査には室員で長男の飯盛武夫のほか室員の吉村恂、畑晋が同行した。その結果河川流域の砂金採取場の残砂(黒砂)中に種々の放射性鉱物が含まれていることが判明した。それらはサマルスキー石、モナズ石、、タンタル石、、ゼノタイム、褐簾石、フェルグソン石、ミクロライト、ジルコン等のペグマタイト鉱物であった。これら資源を活用するために1935年ごろから理化学研究所内に研究室付属試験工場（理研希元素部）が設けられた。主として南朝鮮の河川流域に産する黒砂を取り寄せ、選鉱してチタン鉄鉱、ジルコンその他から分離してモナズ石精鉱とし、化学処理する作業が行われた。選鉱には淘汰盤による比重選鉱と電磁石による磁力選鉱が行われた。精鉱を濃硫酸と共に加熱して分解し、水に抽出した後希土の大部分を硫酸ナトリウム複塩として沈殿させ、上澄液中の少量の希土、トリウム、ウラン等をも完全に回収した。製品はサーチライト用炭素電極に使用する混合希土フッ化物、防眩ガラス用シュウ酸ジジム、石炭液化研究用触媒の酸化トリウムなどであった。

### ニ号研究の開始と仁科研究室の対応
1941年には理研に対し陸軍航空技術研究所から原子爆弾 (当時はウラン爆弾と呼ばれた) の開発の要請があった。当時技術将校として理研仁科研究室に配属されていた中根良平によると、仁科はこの時点では要請を断った。その後、検討の結果理論的には原爆を作ることは可能という結論が出て要請を受けることになり、1943年1月にいわゆるニ号研究が始まった。しかし、仁科が一度断った原爆開発をなぜ受け入れることになったかが仁科の口から語られることはなかった。この点に関して中根は理由を次のように推定している。
1. 仁科は原子力を将来のエネルギー源として利用することを考えていた。
2. 当時ウラン (92番) より重い超ウラン元素の発見が各国の間で競われていた。仁科は小サイクロトロンを使用して93番元素を狙っていたが、アメリカのエドウィン・マクミランに先を越されてしまった。そこで大サイクロトロンを完成させて 94番元素を発見しようとしていた。ニ号研究を受け入れることによって、この研究を進展させようとしていた。

当時仁科研究室員は誰一人原爆が作れるとは考えていなかった。また、研究室の総力を挙げてニ号研究に取り組んだわけではなく、宇宙線や理論を研究していた人たちはノータッチだった。ニ号研究に携わった者は皆、原爆を作るのではなく、基礎実験だと思っていた。これを裏付けるように東京工業大学の山崎正勝は、仁科にとって「ニ号研究」と「ウラニウム爆弾」構想は、理研におけるサイクロトロンなどによる実験的な基礎研究を守るための「盾」だった面がある、と述べている。

### 理研希元素工業株式会社の設立と石川町への移転
ニ号研究における飯盛の役割はウラン鉱からイエローケーキ (重ウラン酸ナトリウム) を得て、濃縮を担当する仁科研究室に供給することであった。濃縮とは、天然ウラン中にわずか 0.7% しか含まれていない核分裂性のウラン235 (当時はアクチノウランと呼ばれていた) を取り出すことである。仁科研究室ではそのために理研構内に熱拡散分離塔を作り基礎実験を始めたが間もなく米軍の爆撃によって破壊され何も成果を上げることができなかった。1944年暮れごろ、撃墜したB29から回収した東京の地図に理研が攻撃目標として記されていた、という話も伝えられている。
希元素製品の生産研究は戦争の進展と共に一層促進され、1941年には理研希元素工業株式会社が設立され、作業場も本郷工場、足立工場、荒川工場に拡大された。原料黒砂も朝鮮だけでなく、1942年以降はマレー半島の砂錫選鉱の残砂でアマンと称する重砂を取り寄せてこれを処理した。1945年にすべての工場が空襲によって被災し、操業不能になったので、軍需省からの指示により全工場機能を福島県石川町に移すことになった (足立工場は被災しなかったという記述もある）。この地が選ばれたのは日本三大ペグマタイト産出地であり、少量ながらサマルスキー石、モナズ石、ゼノタイムなどの含ウラン鉱物が産出したためである。これらが俗にウラン鉱と呼ばれることがあるがウランは主成分でなく、微量しか含まれていない。戦局の悪化により、外地からの原料の調達もままならず、国内の資源に頼らざるを得なかった。
工場の移転に伴い飯盛一家も石川町に疎開することになり、準備の最中4月13日の空襲で自宅も荷物もすべて焼失してしまった。一家はとりあえず練馬区に住む長女の家の隣の空き家に仮住まいし、生活に必要な最小限の家財を整えて6月末に出発した。一家は7月9日に石川町に着き一時旅館に逗留した後、借家住まいを始めた。空襲の様子は仙台に住む次男の飯盛昌三・郁子夫妻宛の手紙に詳しく記されている。
理研希元素工業株式会社の移転先は、鉱山師・丸野内鉄之助がジルコン量産のため建設していた「日本ジルコン鉱業研究所石川鉱山」で、完成直前に軍需省の命令で強制的に理研希元素工業に委譲させられた工場である。これが理研希元素工業扶桑第806工場となった。東京から設備類を運び、移転は5月にはほぼ完了した。
この工場では東京から運んだ朝鮮産とマレーシア産の黒砂を比重選鉱機と磁力選鉱機によってモナズ石、ジルコンその他に分離し、モナズ石をボールミルで粉砕して化学処理する。これより生産される希土類元素化合物、トリウムはそれぞれ軍需用に発送された。ウランはこの工場でも採取されたが地元産のウラン鉱 (サマルスキー石、フェルグソン石等) の量は微々たるもので、原料にはならなかった。

### 終戦
8月15日の終戦により必然的に工場は操業停止になり、理研希元素工業株式会社は解散した。結局この工場は3ケ月ほど操業しただけだった。それまでに仁科研究室に渡した重ウラン酸ナトリウムはほんの数キログラムだった。当時、原子爆弾一発を作るのに10%に濃縮したウラン235が10キログラム必要とされていた。この量を作るのに必要な重ウラン酸ナトリウムは計算上190キログラムとなるので、まったく足りなかった。なお、戦後になって「10%に濃縮したウラン235が10キログラム」について理論的な精査がされている。
飯盛は戦災により東京巣鴨の家を失い、勤め先の理研も東京の街も焼けてしまったので、しばらくの間石川町に住むことにした(理研一号館の飯盛研究室は焼けなかった) 。そこで1945年10月に土地を借り、家を建てた。GHQの命令で放射化学の研究を禁じられたので、工場の一隅を借りて理研飯盛研究室分室の看板をあげ、残った設備装置に手を加え小さな窯を自作して次男昌三、四男健造と共に磁器質蛍光体や陶磁器の試作を始めた。石川町で産出する良質の石英や長石を活かすため陶磁器の事業化を目的に福島県下の窯業者を訪ね歩き情報を集めた。また良質の陶土を探した。その頃の様子が日記に詳しく述べられている。陶磁器の事業化は目途が立たなかったが釉薬の工夫をしているうちに人造宝石のヒントを見出し、研究の方向を人造宝石に切り替えた。1949年11月には巣鴨の焼け跡に自宅を再建し東京に戻った。
石川町在住中の1947年秋に「鉱物と地質」誌に「放射能一夕話」という題の文を投稿した。その内容は学者としては珍しく、生涯をかけて追及してきた放射化学への道が戦争という不条理により断ち切られてしまった無念の想いを綴っている。その最後は「栄えよ放射能!!さようなら放射能!!!」という言葉で結ばれている。

## 人造宝石

### 開発の動機
1952年に飯盛は理化学研究所 (当時は科学研究所) を名誉研究員として引退する。引退後は、河合良成の援助を受けて自宅に飯盛研究所を設けて人造宝石の合成に没頭した。回想記 によれば、これら合成を思い立った動機は1936年に福島県伊達郡水晶山で拾った陽起石（アクチノライト）の小結晶を、机上に置きマスコットとしていたが、戦災で失ってしまったことにある。
苦心を重ねた結果、まず微晶質のヒスイが完成した。ヒスイは古来から貴ばれ、西洋でもJadeと称して珍重されると同時にGood Luckとして幸運の象徴とされている。ありふれたヒスイではなく、最高級の琅玕（ロウカン）という、透明に近い半透明のものでなければならず、これを目指して輝石族鉱物の組成にほぼ等しいものを作ったものである。外見は翡翠、しかも最高級のロウカンと全く同じなので「メタヒスイ」と名付けた。
これに加えて結晶化を促進する晶化剤と晶癖調整剤（後述）を加えることによって繊維状の結晶を包含する美しい変彩性軟玉翡翠を完成させ「ビクトリア・ストン」と名付けた。この繊維構造の石のうち金緑色のものを特殊カットすることにより猫目石（合成キャッツ・アイ）として製品となった。十数種類の配合研究により「ビクトリアストン」各色を完成させた。

### 株式会社飯盛研究所の設立
やがて物になりそうになったところで、業者に研磨してもらい、いろいろの人の意見を聞き、段々に人に知られる様になった。この発明は特許「装飾石の合成製造法」および関連実用新案は「注目発明」「優秀発明」の表彰を受けた。新聞、TV、週刊誌にも取り上げられるようになったので、1962年6月人造宝石の製造販売を目的とする株式会社飯盛研究所を設立し、商業規模の生産を始めた。
発足当時に製造販売したのは、表に示すとおり、メタヒスイ、15色のビクトリア・ストンのほか、トルコ石、何種類かの透明石などであった。事業の進展とともに製品数もだんだん増やしていった。公表されているものとしてはサンダイア (ダイアモンドの模造品)、チェリーストン (ピンク色のビクトリア・ストン)、γ-ジルコン、アイリスジャスパー、サン-トルコ石がある。このうちγ-ジルコンは自然光下では淡桃色、蛍光灯下では淡黄緑色を呈する (変色効果)。これ等飯盛研究所で作られた人造宝石類は IL-ストンと総称される (IL はIimori Laboratoryの略称)。
| 原石名              | 色         | 略号 | 原石名            | 色           | 略号 |
| ------------------- | ---------- | ---- | ----------------- | ------------ | ---- |
| ビクトリア・ストン  | 緑色       | VG   | メタヒスイ        | 緑色         | HG   |
| 〃                  | 空色       | VSB  | ブルーヒスイ      | 空色         | HB   |
| 〃                  | ピンク褐色 | VPR  | IL-トルコ石       | 淡青色       | TL   |
| 〃                  | 若草色     | VYG  | 〃                | 青色         | TM   |
| 〃                  | 青緑色     | VBG  | 〃                | 濃青色       | TD   |
| 〃                  | 群青色     | VSI  | 〃                | 明濃青色     | JTB  |
| 〃                  | 褐色       | VCR  | IL-オリビン       | 淡オリーブ緑 | OVS  |
| 〃                  | 紺黒色     | VIL  | 〃                | 濃オリーブ緑 | OVD  |
| 〃                  | 白色       | VW   | IL-ブルージルコン | 淡青色       | ZB   |
| 〃                  | 鶯色       | VQG  | IL-藤色ジルコン   | 藤色         | ZLP  |
| 〃                  | 芥子色     | VQY  | IL-ロードジルコン | ピンク色     | ZRh  |
| 〃                  | 暗青色     | VQB  | IL-ブルースピネル | 濃青色       | SPB  |
| 〃                  | 灰色       | VQL  | IL-ガーネット     | 暗赤色       | GN   |
| 〃                  | 黒色       | VLD  | IL-アメシスト     | 青紫色       | AP   |
| ビクトリア・ストンC | 金緑色     | KS   | 〃                | 赤紫色       | AR   |
| -                   | -          | -    | IL-エメラルド     | 緑色         | EB   |
| -                   | -          | -    | 〃                | 濃緑色       | ED   |
| -                   | -          | -    | IL-トーパツ       | 橙色         | TPL  |
| -                   | -          | -    | 〃                | 濃橙色       | TPD  |
| -                   | -          | -    | IL-サファイア     | 紫紺色       | SAP  |

1969年アメリカの宝石業界誌 Lapidary Journal へ紹介記事を投稿したところ、各国から反応があり、国内よりむしろ海外からの需要が大きくなった。北米向けには主に原石のまま輸出され、研磨した石も北米、東南アジア方面に輸出された。日本国内では見た目はどうでも天然石でなければ喜ばれなかった。これについて、飯盛は日本人が美しさを解さないことへの嘆きとも受け取れる言葉を述べている。
1982年飯盛の没後も事業は続けられ1990年始め頃まで製造されていたが、会社は解散され、現在ではこの製造技術は途切れてしまった。
オーストラリアのジョン・ベネット (John Bennet) は知人の化学者で地質学者のアルトゥール・ビルクナー (Artur Birkner) の協力を得て、2019年にビクトリア・ストンの再現に成功し、スターバーストストン (Starburst stone) と命名して販売を始めた。

### 特許公報
特許公報 特公昭30-000088 「装飾石の合成製造法」にはビクトリア・ストンの名前は出ていないが、"繊維状結晶の放射状集合構造体"、"変彩性光輝を呈する" と記されているので、明らかに装飾石とはビクトリア・ストンを意味する。ビクトリア・ストンの名称は、この特許より後から付けられた。
この特許によると、装飾石は (1) 基本成分 (2) 鉱化成分 (3) 放射状結晶集合構造を生成せしむる成分 の三成分よりなる、とされている。内容を解釈すると、石英を主成分とする固溶体中に鉱化成分の結晶を析出させ、その結晶を「放射状結晶集合構造を生成せしむる成分」によって繊維状にしたもの、ということになる。
「鉱化成分」は後に飯盛自身により「晶化剤」と言い換えられている。同様に「放射状結晶集合構造を生成せしむる成分」は「晶癖調整剤」と言い換えられている。
なお、原料の一つとして挙げられている酸化トリウムは現在では原子炉等規制法によって核燃料物質に指定されているので許可を得た者でないと入手できない。

### 晶癖調整剤
1915年の大学院時代最初の研究で、フェリシアン化カリウム(赤血塩) の水溶液に少量の酸を加えて蒸発させると通常の板状結晶でなく針状の結晶が得られ、その原因は加水分解で生じた微量のアクオ五シアノ鉄錯塩がフェリシアン化カリウムの結晶のある特定の面に吸着され、その面の成長が阻害されて他の面だけが選択的に成長したためであることを見出している。このように同じ物質の結晶が異なる形を示すことを晶癖と呼ぶ。この論文中ではなぜそのような現象が起きるのかにまでは言及していないが、結晶とは、原子や分子が三次元的に規則正しく配列したものだから各結晶面には三次元的構造が反映され、それぞれの面の性質が異なるためである。
飯盛は熔融塩系にも水溶液系のアナロジーが成り立つと考えた。その裏付けは永年の鉱物採取の経験から、同じ鉱物であっても産地が異なると晶癖が異なり、その原因は共存する成分が異なるためであることを知っていたからである。人造宝石の開発ではこのことを踏まえ、試行錯誤を繰り返して固溶体中に晶化剤 (特許公報中では鉱化成分) を繊維状に析出させることに成功した。この時に晶癖をコントロールするために添加する物質を「晶癖調整剤」と名付けた。
「晶癖調整剤」は飯盛の造語であって以後使われることは無かった。現在では「媒晶剤」という言葉が一般化して使われている。意味はまったく同じである。溶液から結晶を析出させる工程 (晶析) は工業的に広く行われ、媒晶剤、媒晶効果、媒晶機構に関する研究が多数行われている。

### 飯盛研究所製品の数々
- 画像をクリックすると拡大表示になります。

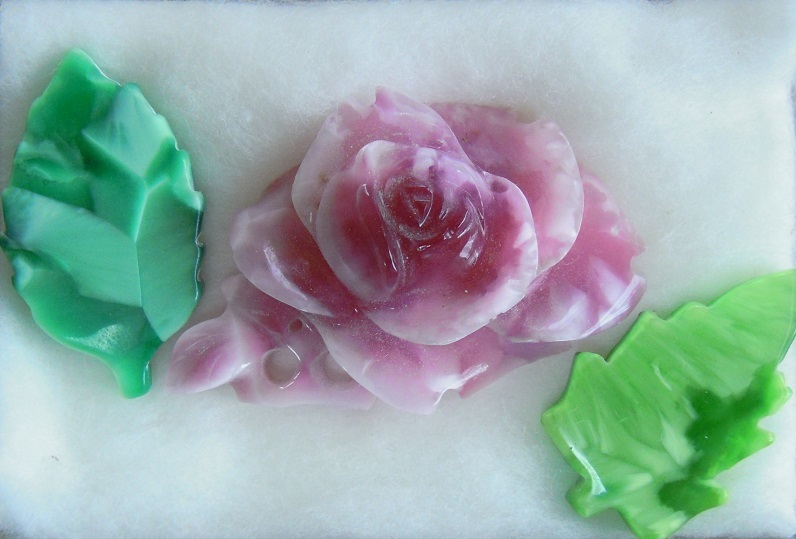
ビクトリア・ストン製のバラの彫刻
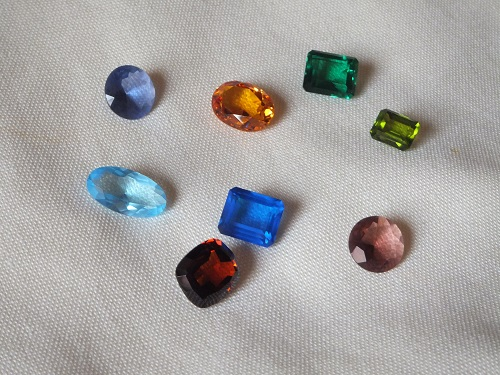
いろいろな IL-sotne
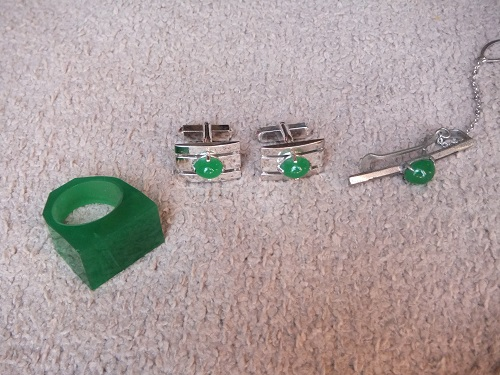
メタヒスイの装飾品
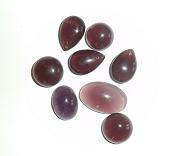
IL-ストン 紫ヒスイ
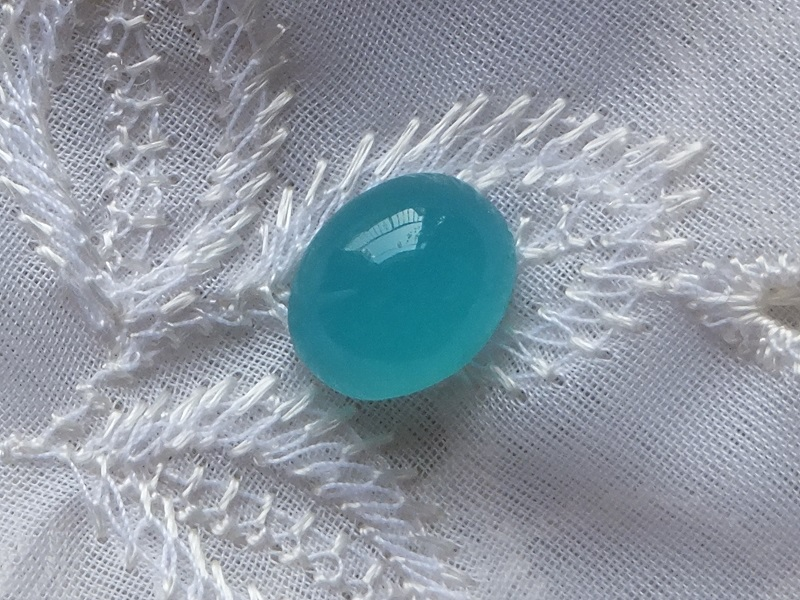
IL-ストン ブルーヒスイ カボション
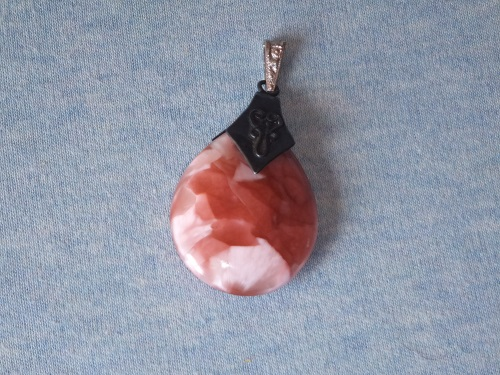
珍しいサーモンピンクのビクトリア・ストン ペンダントトップ
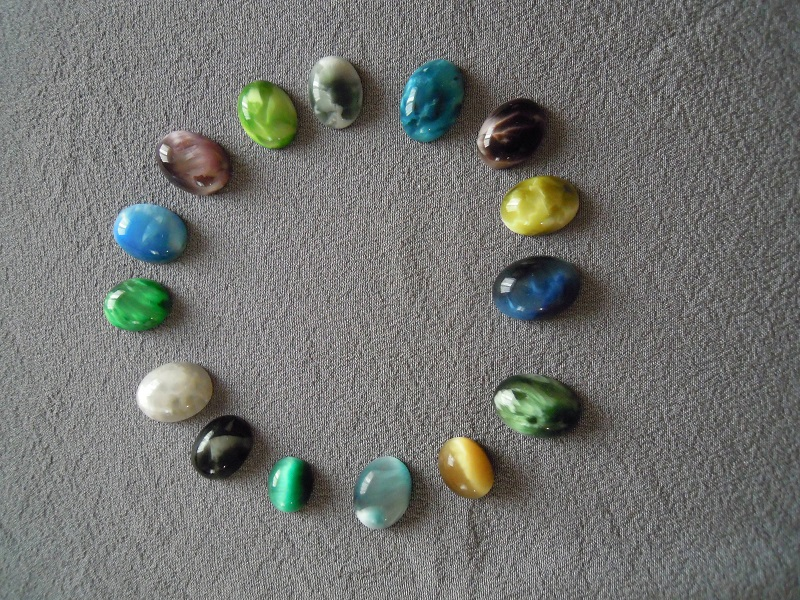
15色のビクトリア・ストン
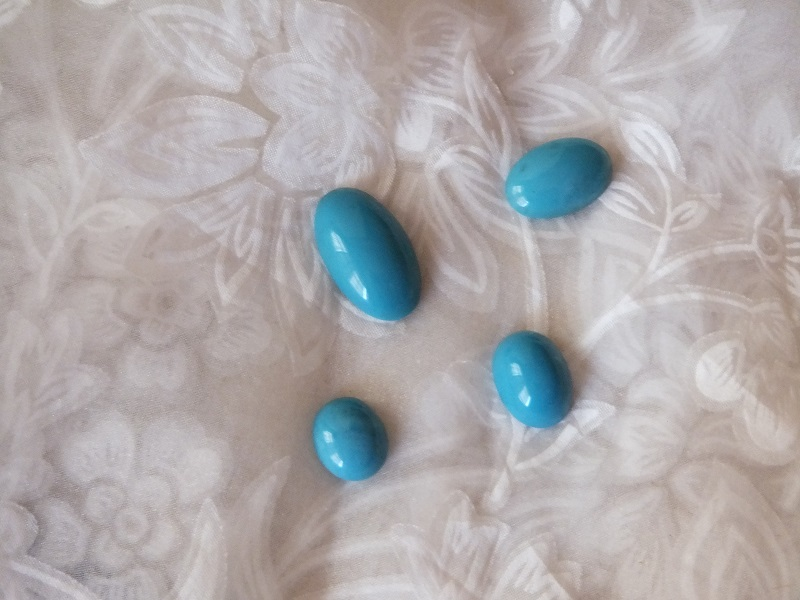
IL-ストン トルコ石
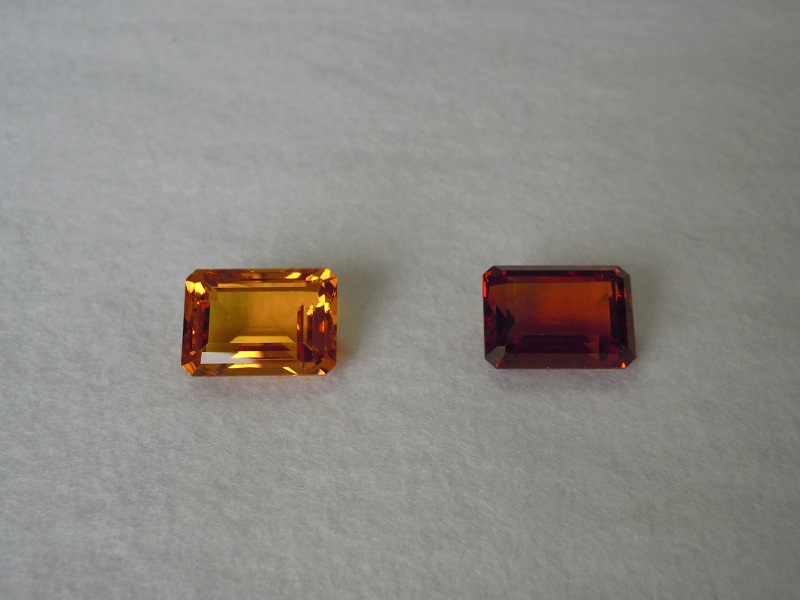
IL-ストン, トーパズ[注 8]
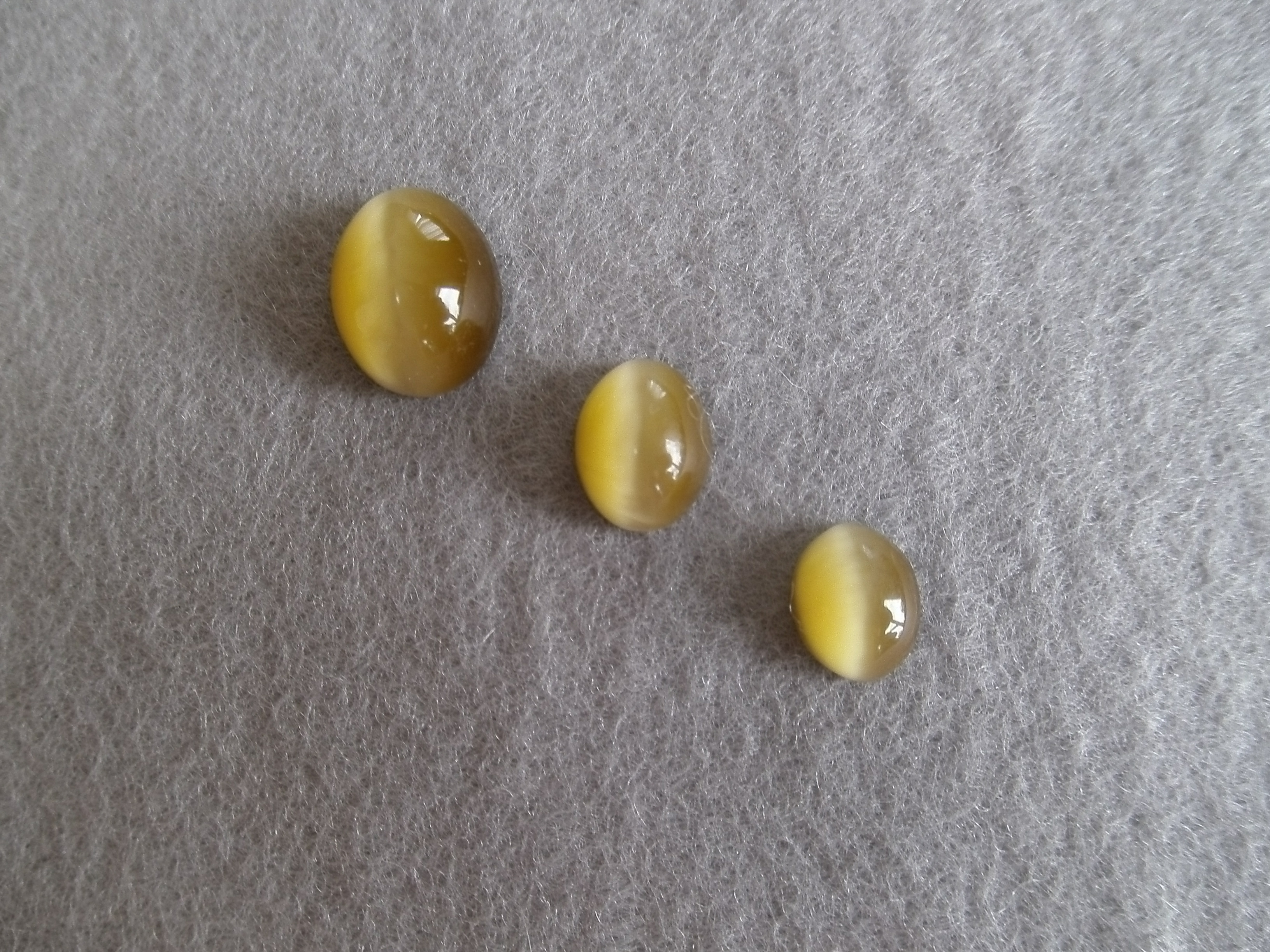
キャッツ・アイにカットされたビクトリア・ストン
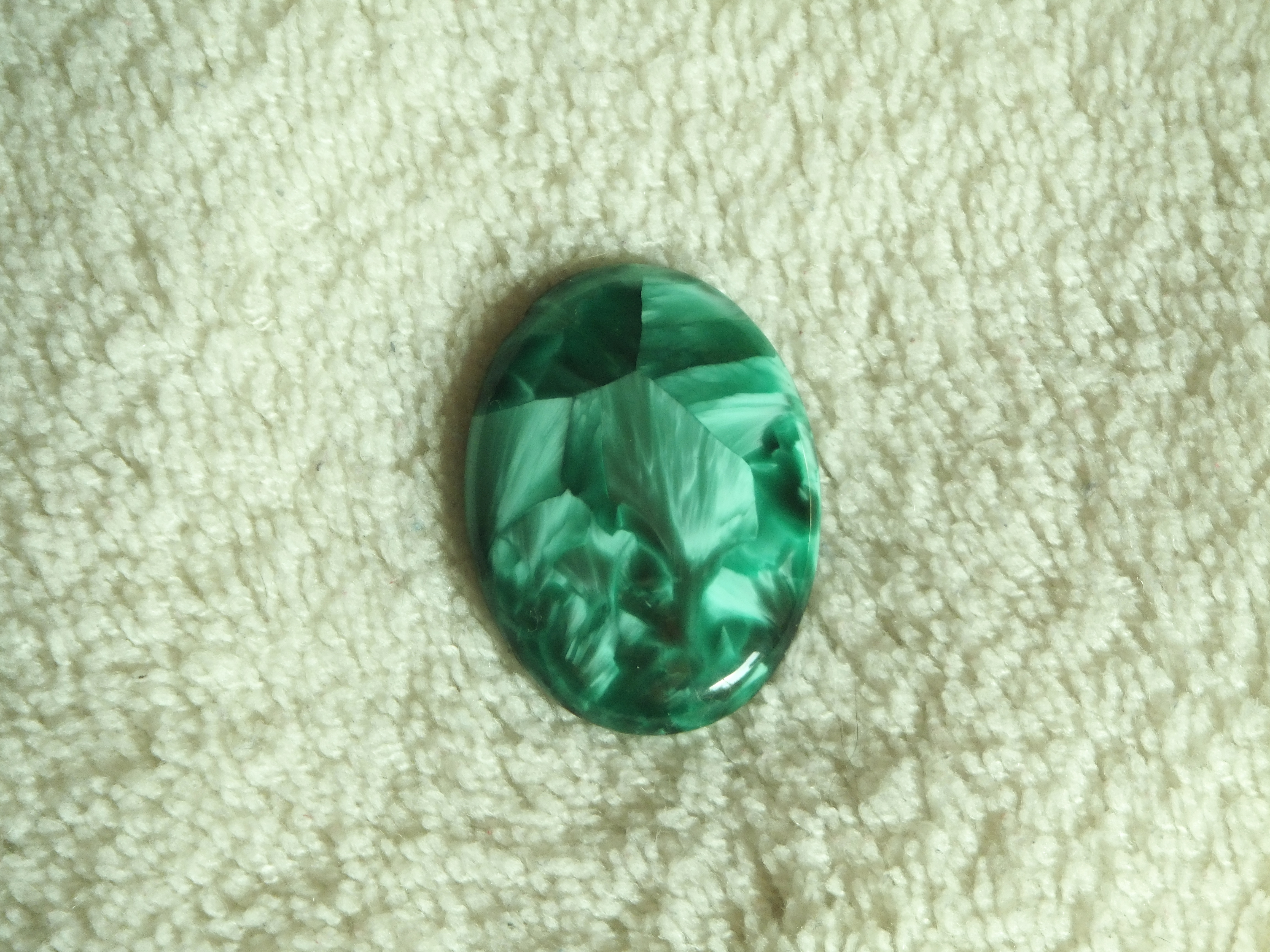
ビクトリア・ストン 青緑色カボション
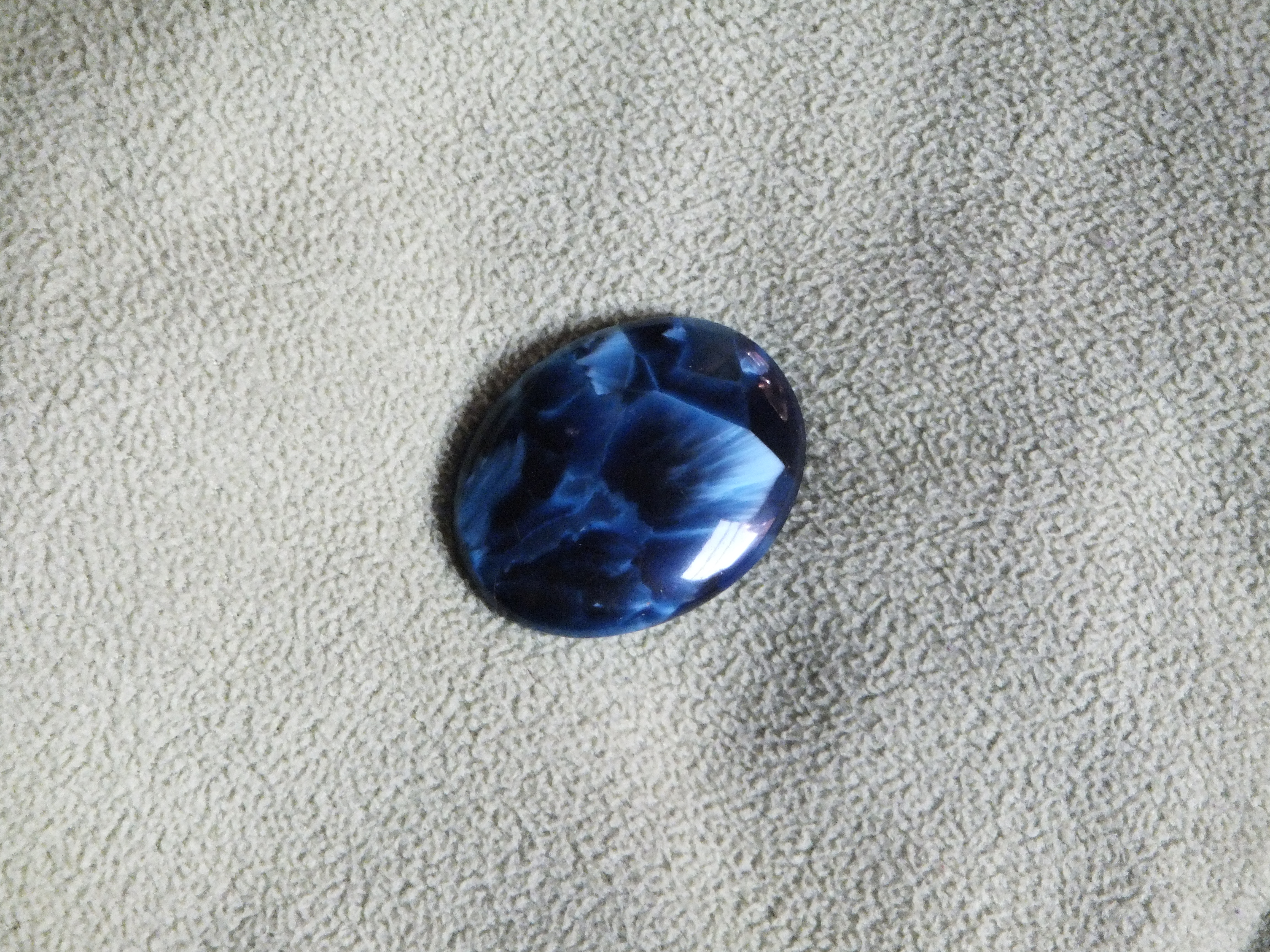
ビクトリア・ストン 紺黒色カボション
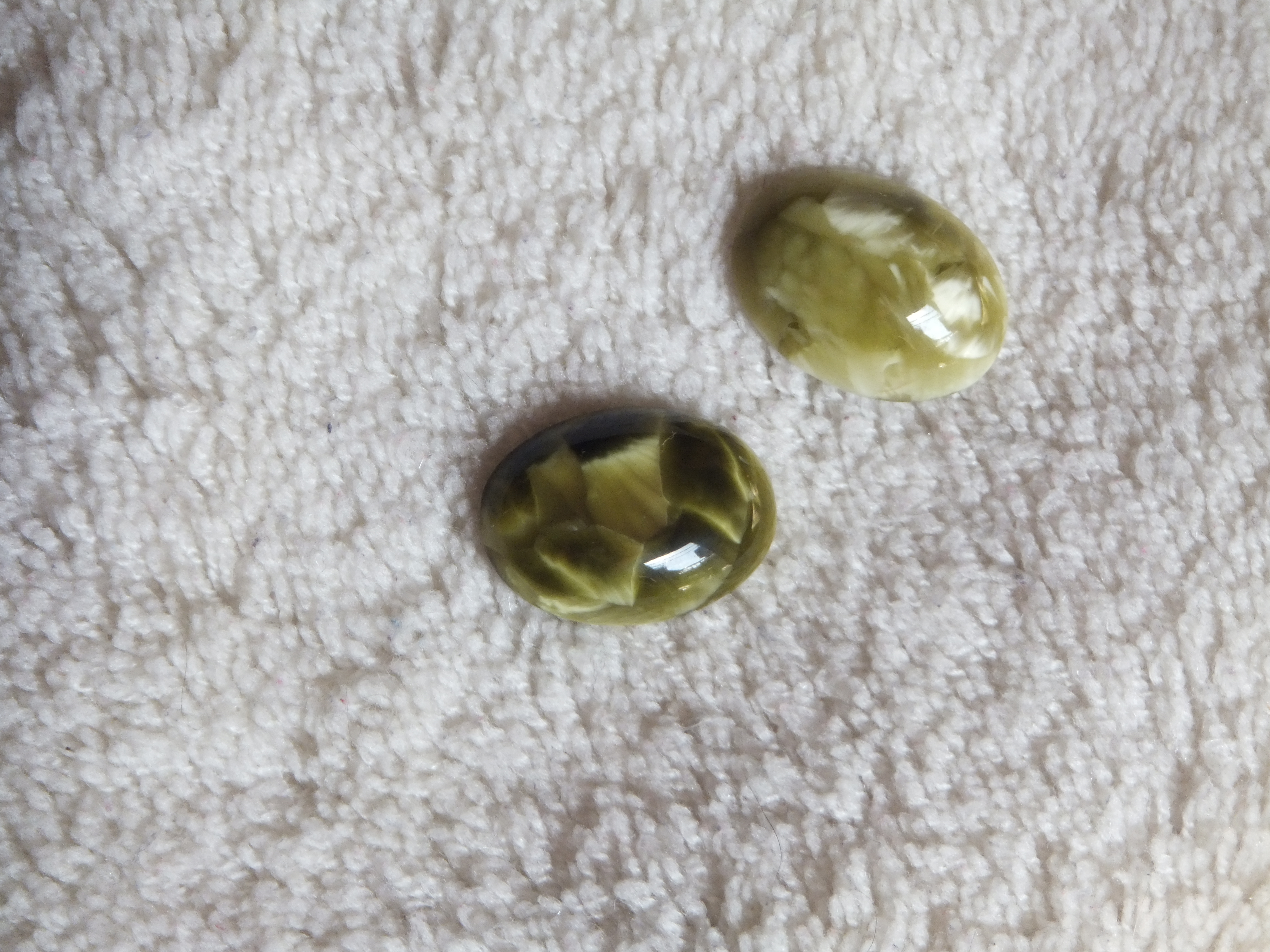
ビクトリア・ストン 芥子色カボション
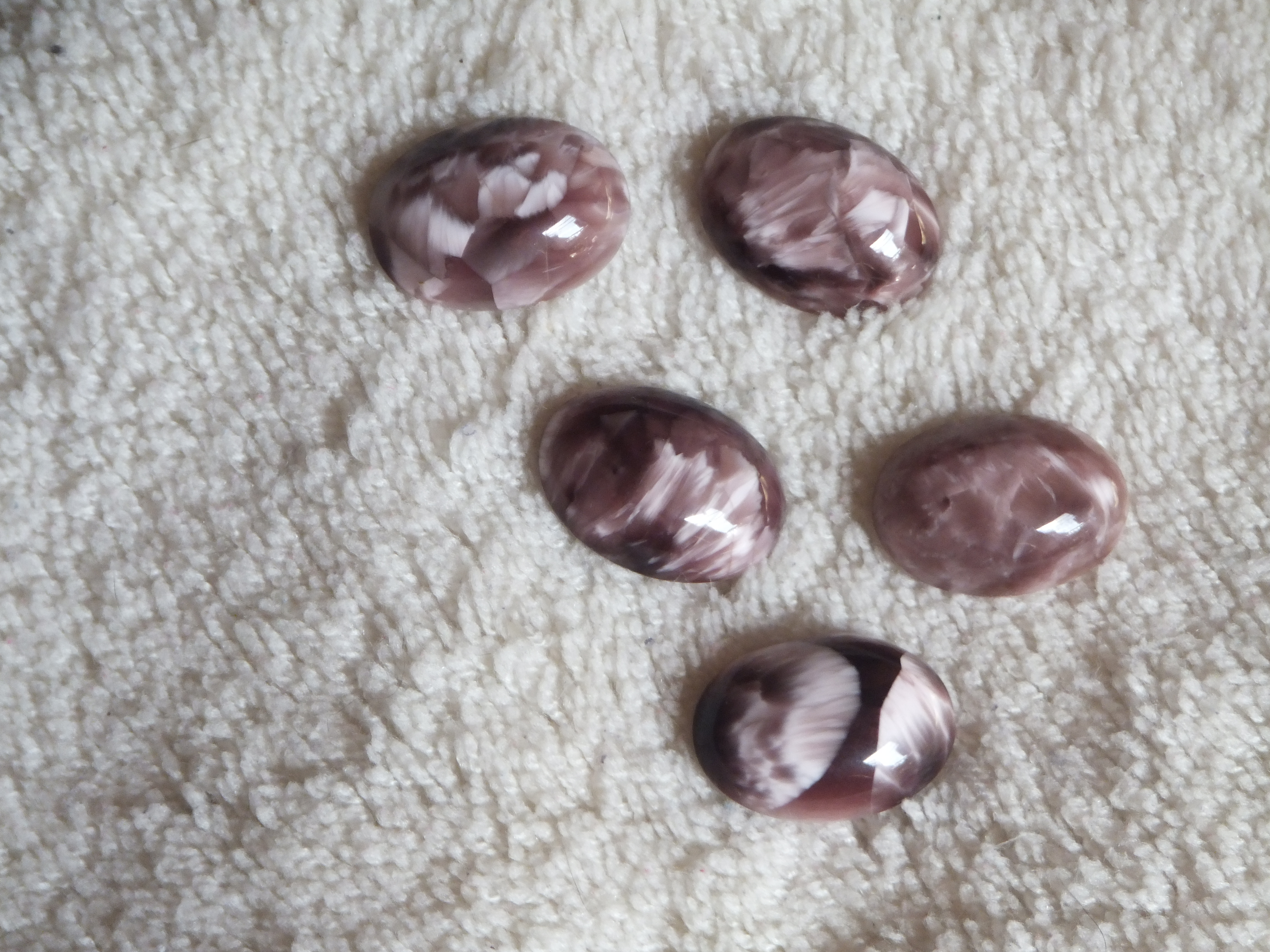
ビクトリア・ストン ピンク褐色カボション
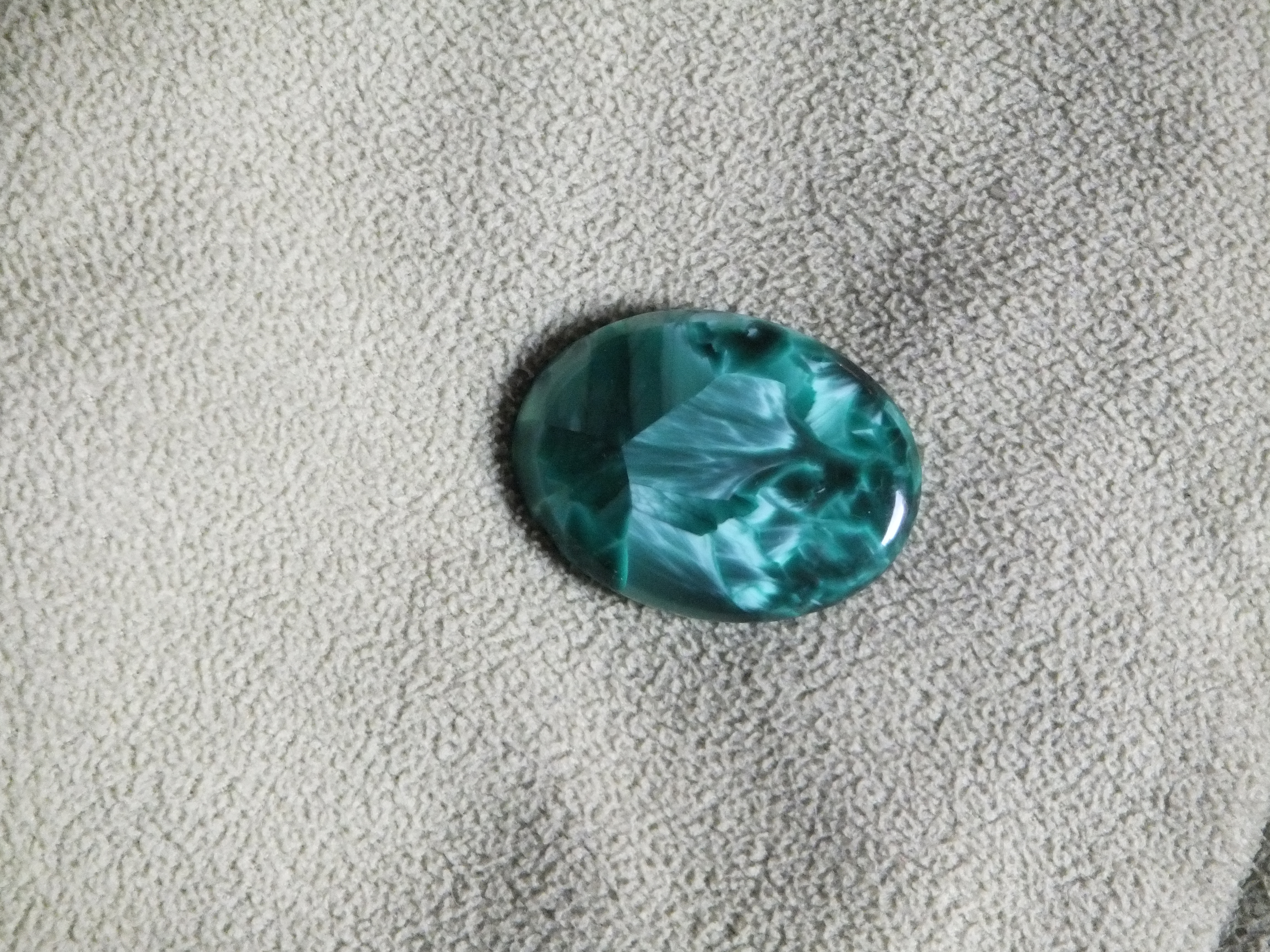
ビクトリア・ストン 群青色カボション
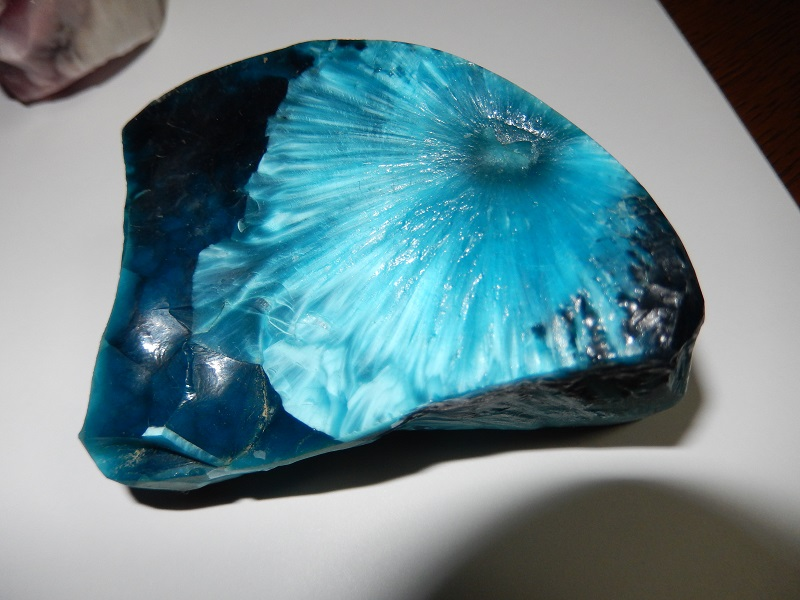
サン・トルコ石の原石[3]繊維状結晶構造がよくわかる。
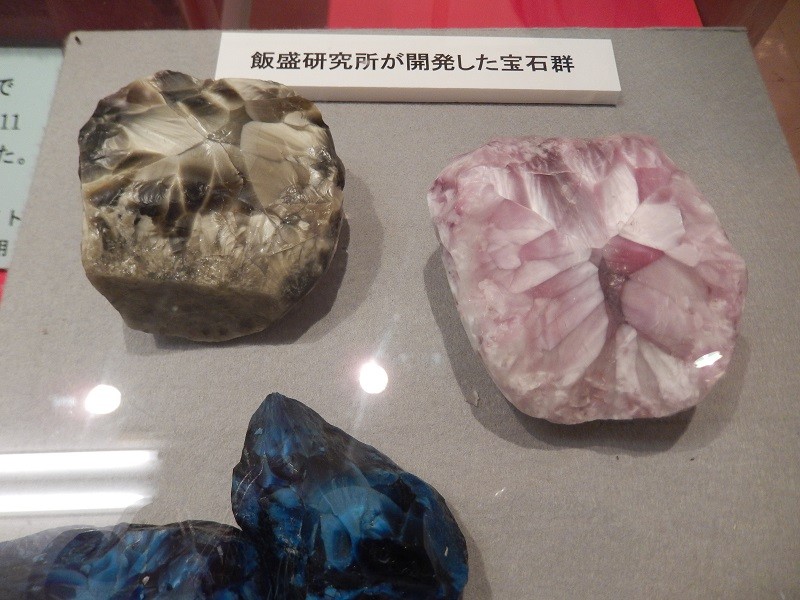
ビクトリア・ストンの原石
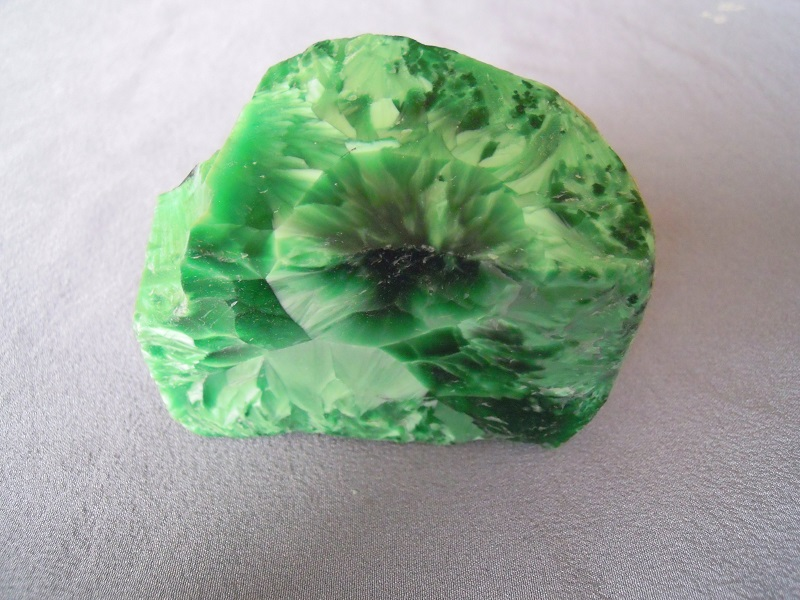
ビクトリア・ストンの原石, green
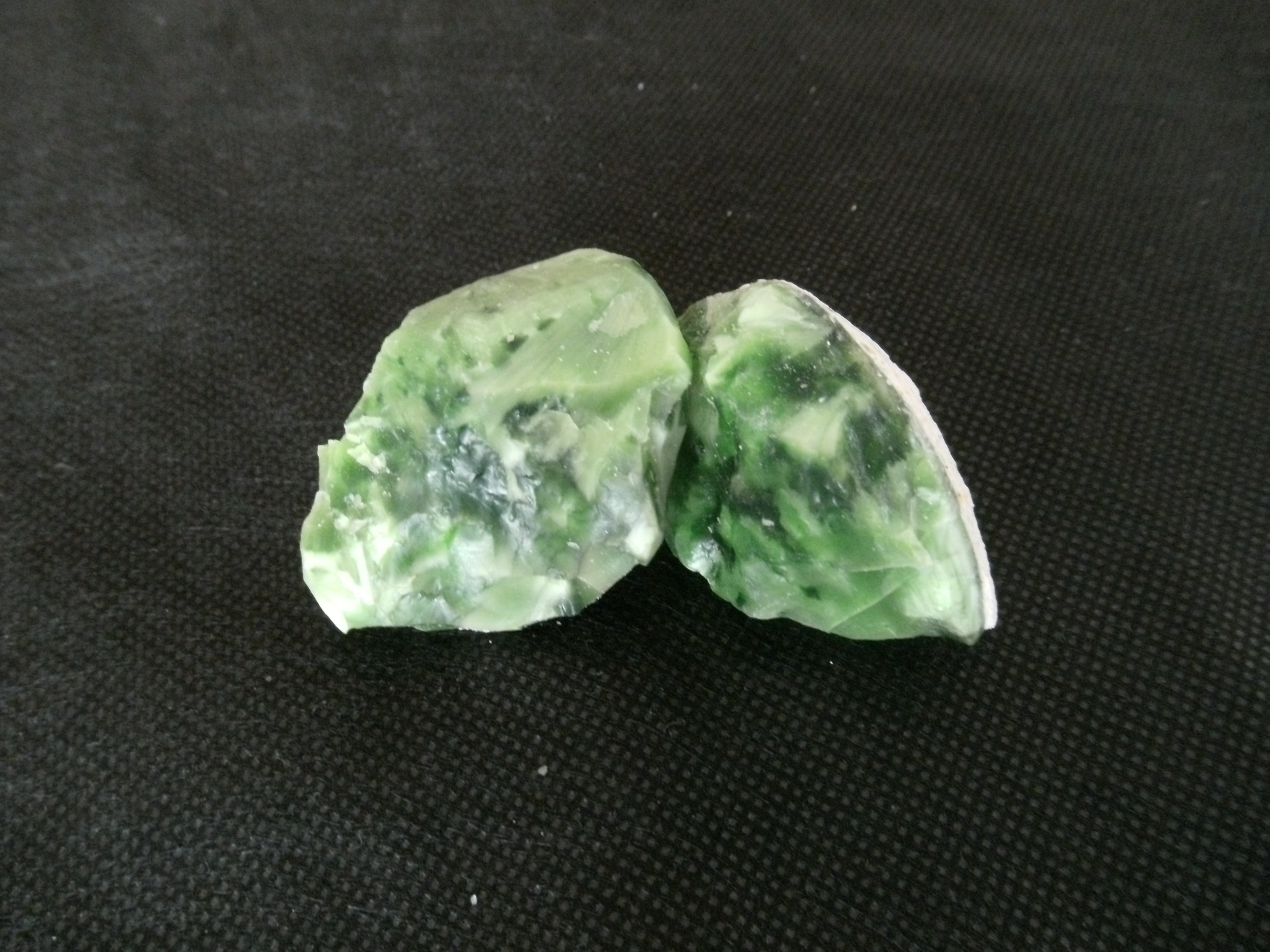
ビクトリア・ストンの原石, light green
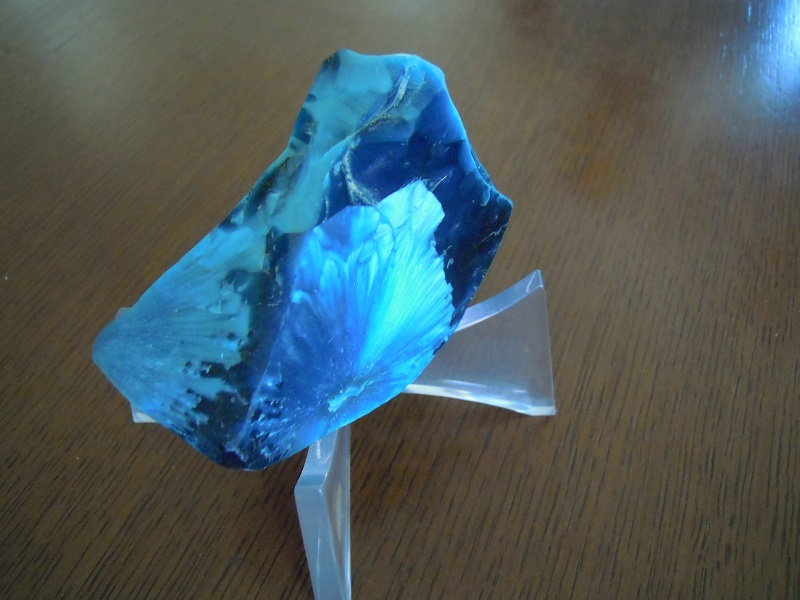
ビクトリア・ストンの原石, blue
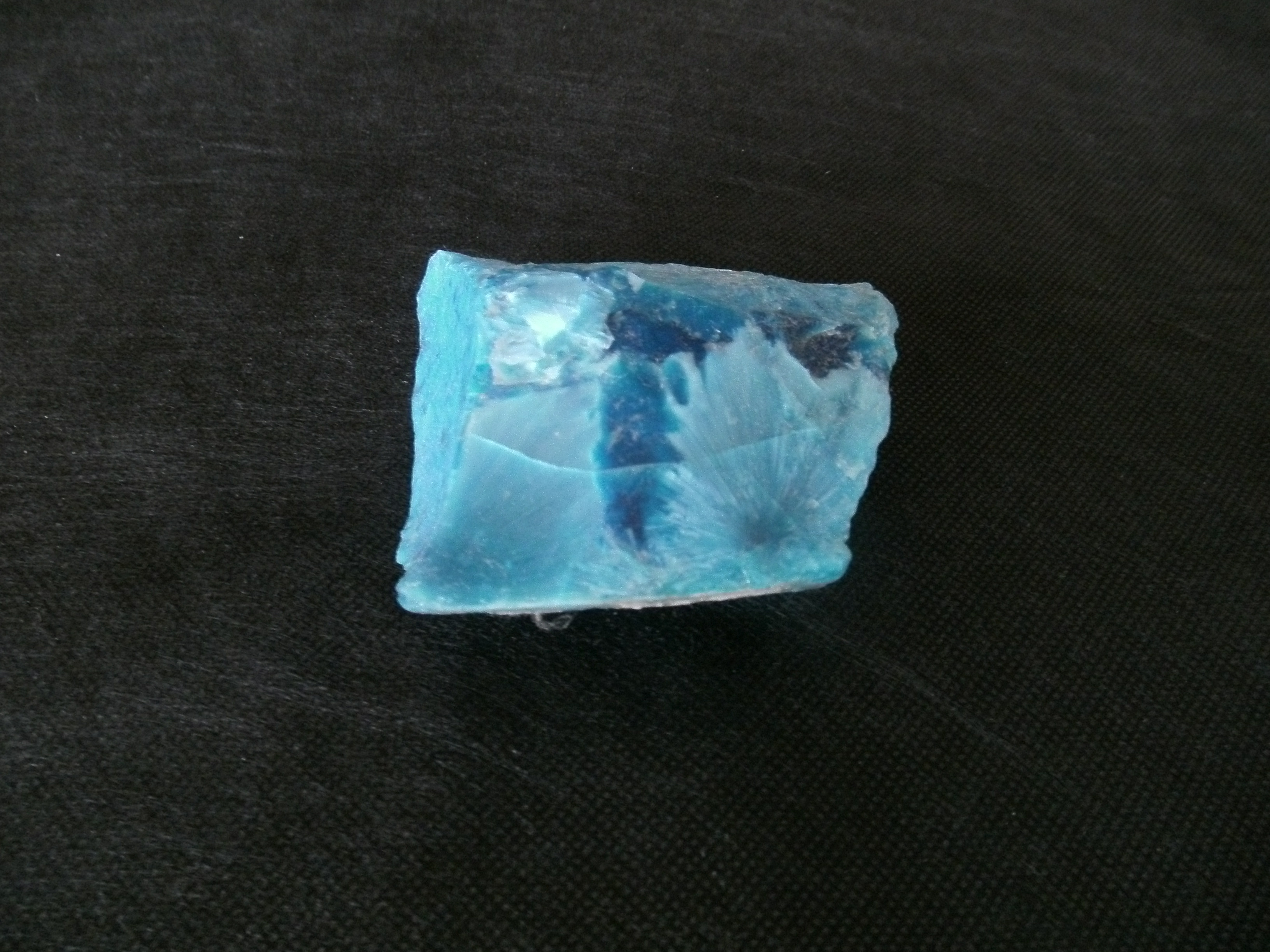
ビクトリア・ストンの原石, blue
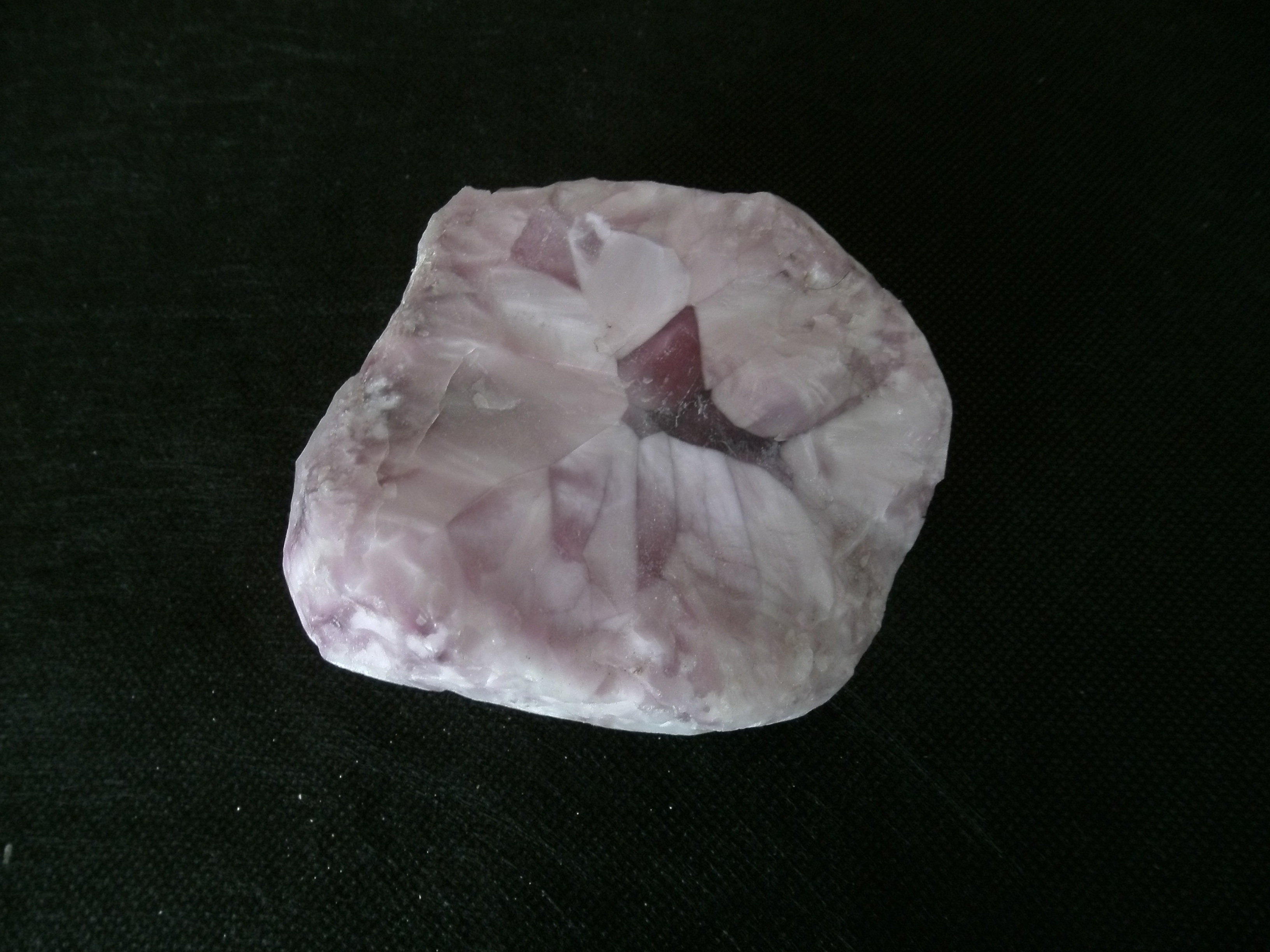
ビクトリア・ストンの原石, pink ピンク色は金コロイドによる[90]。
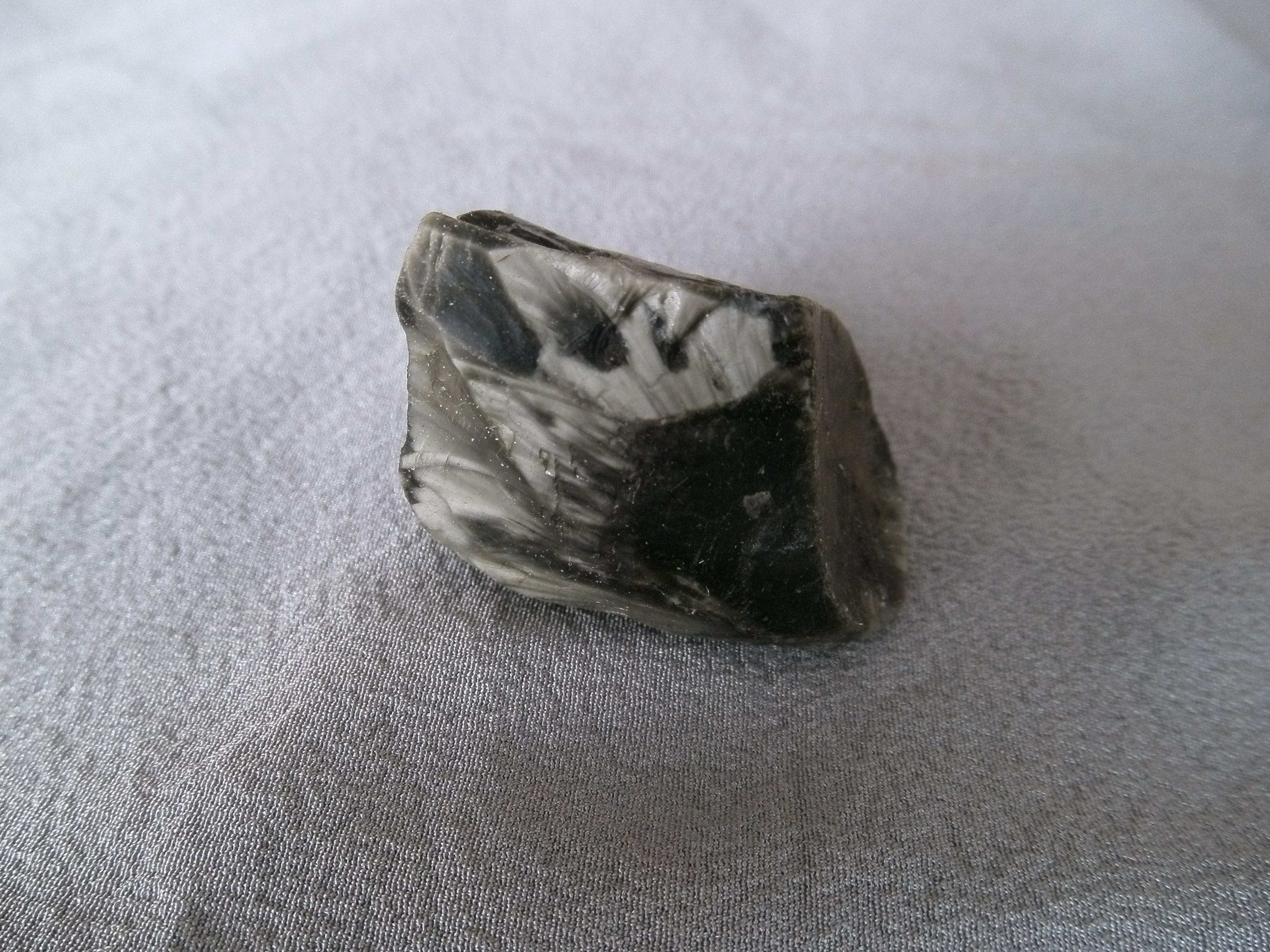
ビクトリア・ストンの原石, black
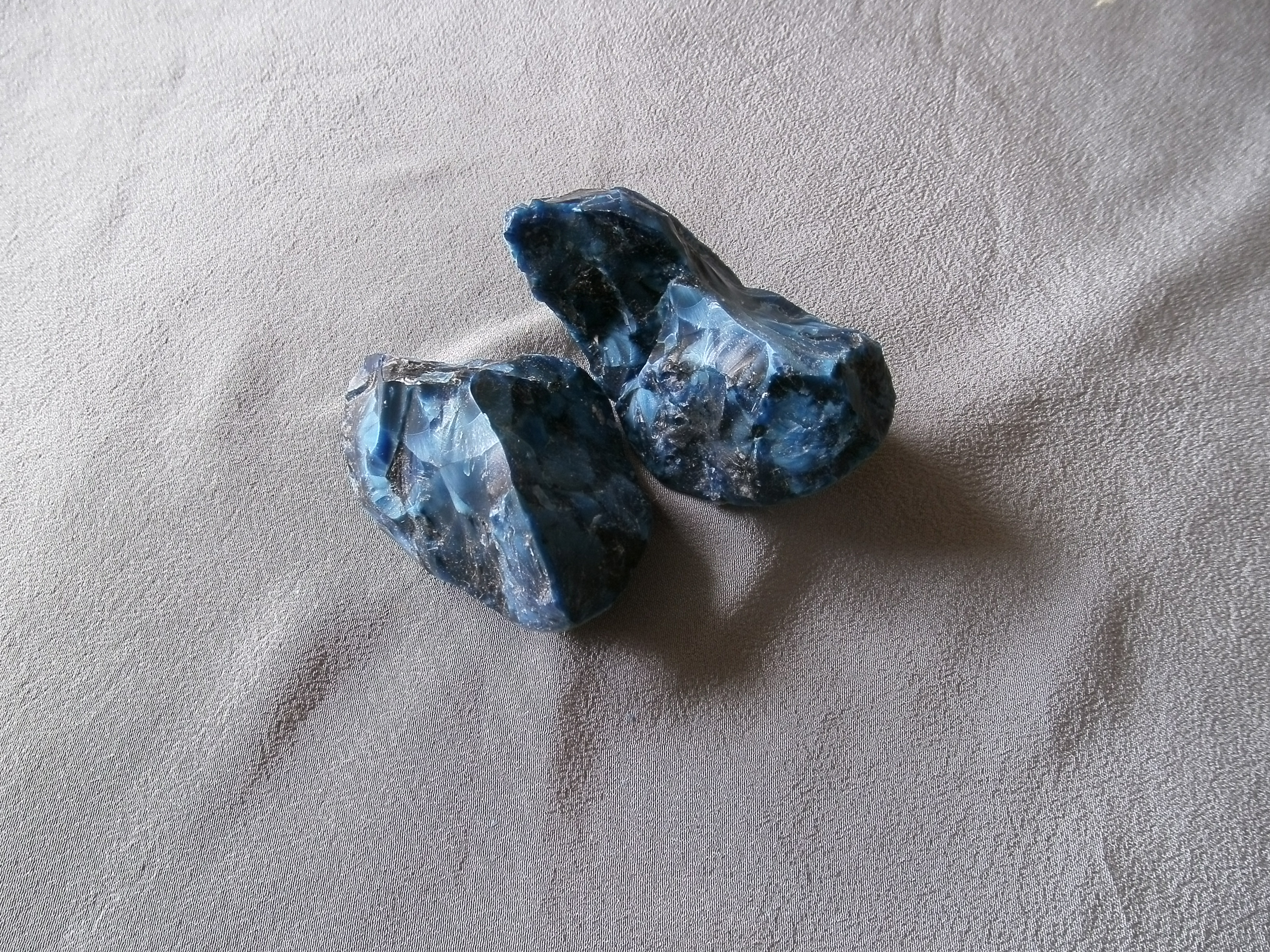
ビクトリア・ストンの原石, indigo
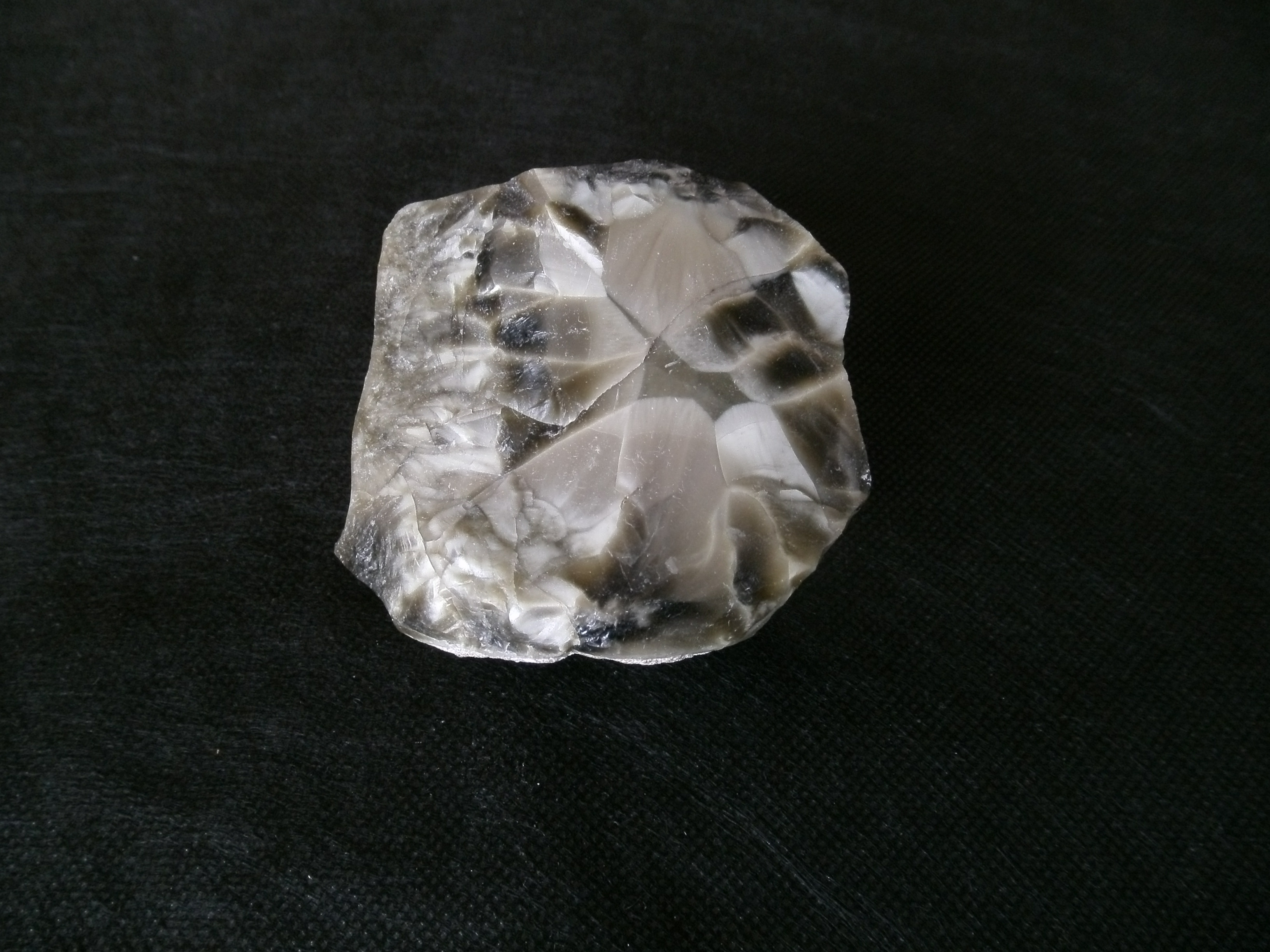
ビクトリア・ストンの原石, grey
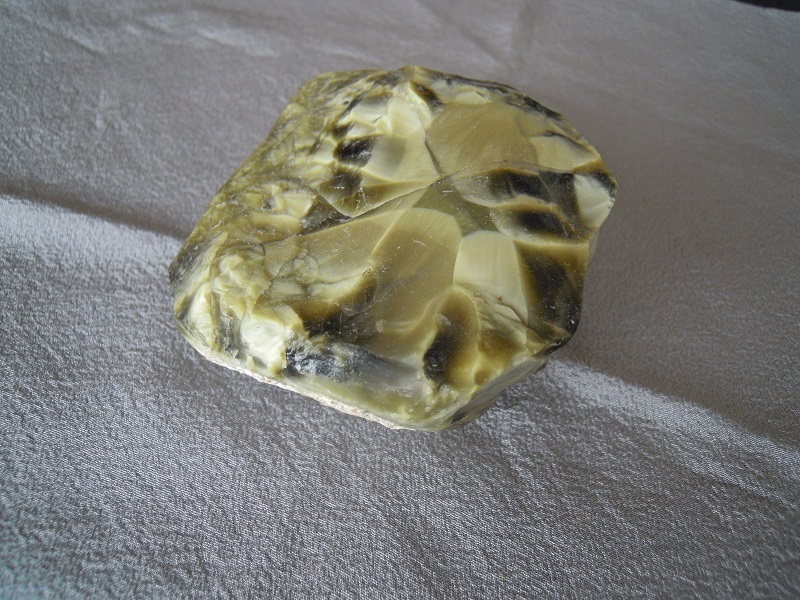
ビクトリア・ストンの原石, 金緑色, キャッツアイの原材料
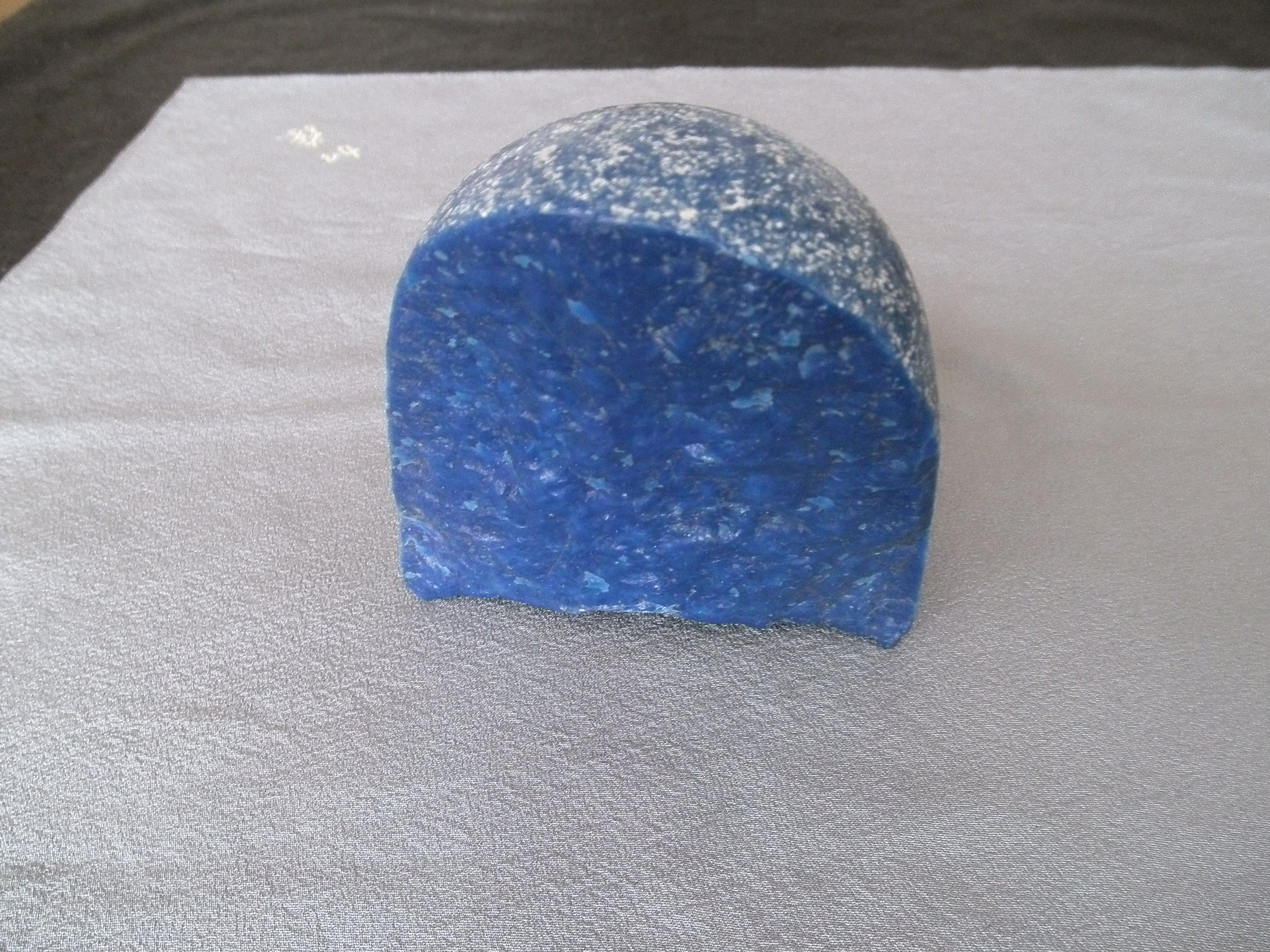
IL-ストン ラピスラズリの原石
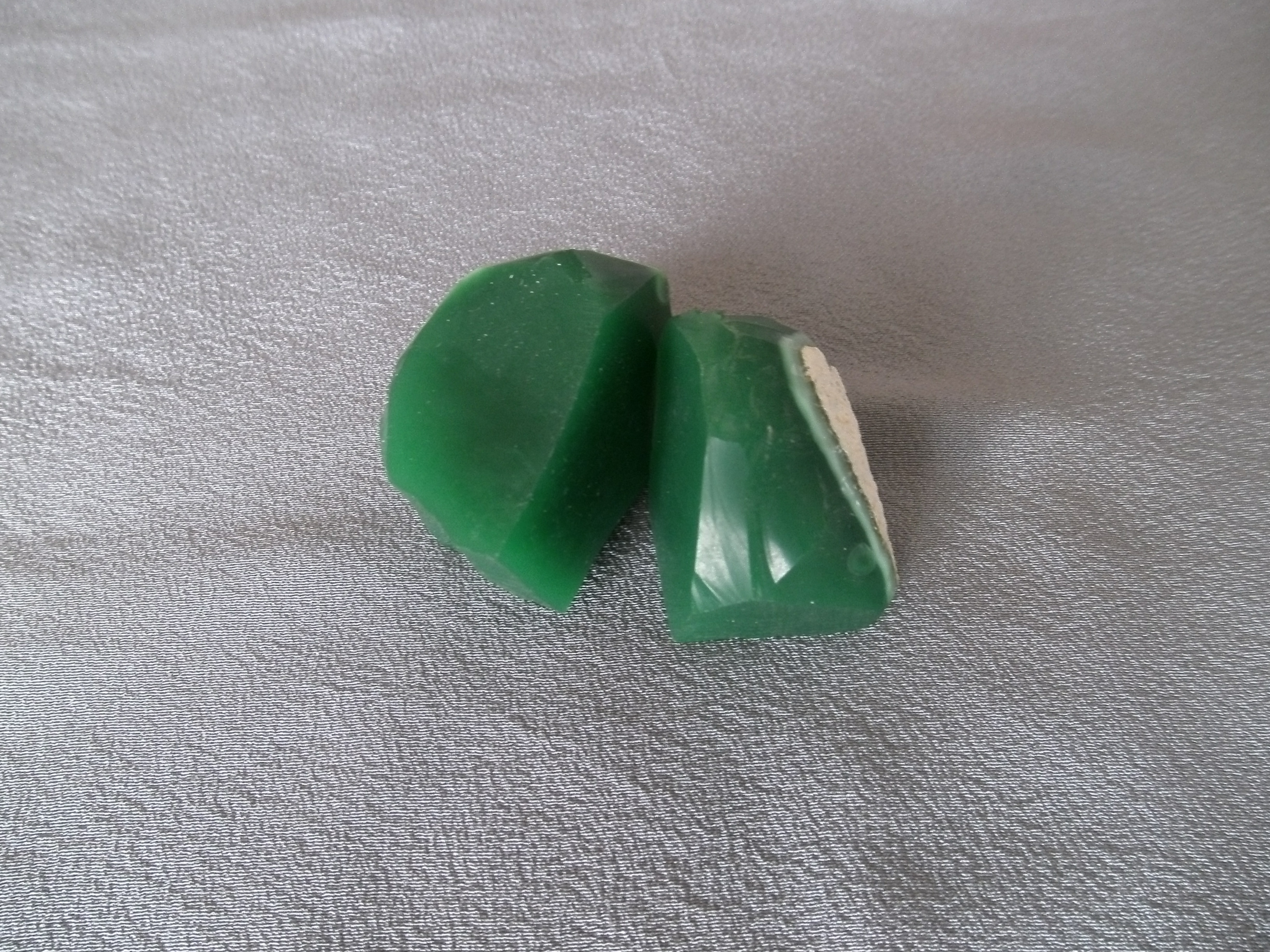
メタ・ヒスイの原石

## 飯盛石

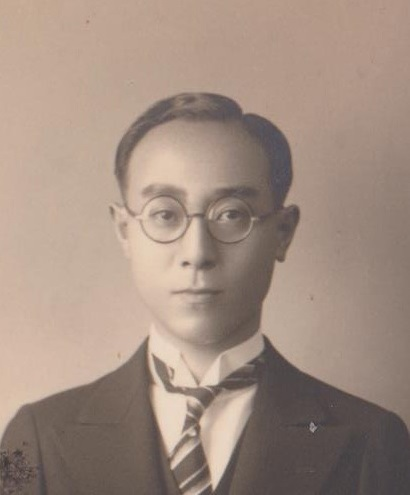
飯盛武夫 1939年

英語表記は iimoriite-(Y)、国立科学博物館の加藤昭と東京教育大学（現・筑波大学）の長島弘三は1958年に福島県伊達郡川俣町房又と水晶山のペグマタイトでイットリウムを多量に含む新鉱物を発見し、希元素の化学、鉱物学に生涯を捧げた飯盛武夫とその父・飯盛里安の業績を記念して飯盛石と名付けた。研究結果は1958年の日本化学会年会で発表された。さらに1967年に国際鉱物学委員会 International Mineralogical Association (IMA) により正式に新鉱物として認定され 67-33 という番号が与えられた。その諸性質は 1970年に加藤昭が報告した。化学組成式は当初 Y5(SiO4)3(OH)3(無水物として Y2SiO5) とされていたが、鉱物学者のユージン・フールドらが再検討して Y2(SiO4)(CO3) に改められた。
原産地以外ではアメリカ (アラスカ州) 、フランス、ノルウェー、スウェーデンで発見されている。

## 飯盛コレクション

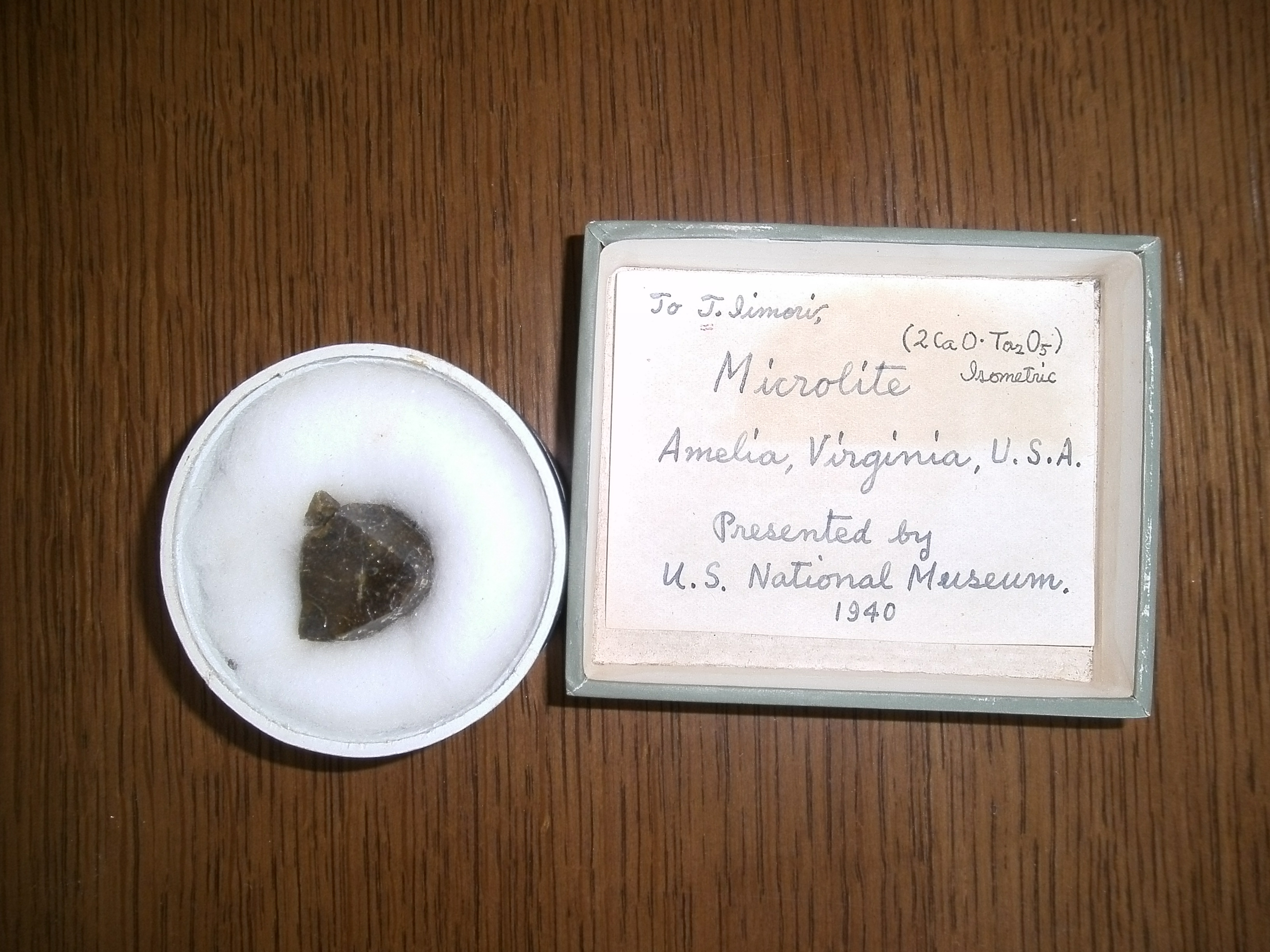
United States National Museum (スミソニアン博物館) から飯盛武夫に贈られたミクロライトの標本 (飯盛遺品)

1922年以来、国内、朝鮮半島への鉱物の調査の際自身で標本を採取したり、室員を派遣して満州、北支、蒙古、南方諸地域から多数の鉱物標本を採集した。まだウランが核エネルギー源になることが知られていなかった時期から含ウラン鉱も採取していた。また、外国の研究機関や博物館からの寄贈や交換によっても標本を集めていた。
1940年10月ボストンで第一回応用原子核物理学会が開催され、多忙な父・里安の代理として室員で長男の飯盛武夫が矢崎為一 (やさきためいち)、渡辺慧 (わたなべさとし) とともに出席したが、その途上ワシントンの国立博物館に立ち寄り、福島県水晶山産の含ウラン諸鉱物の一揃いを寄贈したところ、交換に多数のカナダ産希元素鉱物を譲与され、日本の希元素鉱物研究に大いに役立った、という記述がある。
これらの膨大な標本は「飯盛コレクション」と呼ばれたが、戦争のため放射化学の研究が中断され、飯盛研究室の後継者が途絶えたため、宝の持ち腐れとなってしまった。(理研18号館に置いてあった朝鮮や南方地域で採集した分は戦災で焼失してしまった)。
これらの鉱物標本を有効に活用するために北海道大学理学部鉱物学教室、東京大学理学部化学教室、東京都立大学 (現首都大学東京) 理学部化学教室に寄贈されることになった。特に北海道大学分は4,000種類、3.5トンもあり、新聞で報道された。その一部はweb上に公開されていて閲覧することができる。

## 著書
- 『分析化学』「岩波講座物理及び化学,化学V.C」 1930年 岩波書店
- 『放射化学実験法』「実験化学講座13.B」1934年 共立社
- 『天然放射能』「物理実験学10,原子核物理学」1940年 河出書房

## 論文

### 鉱物の発光に関する研究
- S. Iimori, E. Iwase, "The Solarization of Fluorite and the Law of Lumino-transformation", Sc.Pap.I.P.C.R., 16, 41 - 67 (1931)
- S. Iimori, "On the Constitution of Phosphorescence Centers in Fluorite" Sc.Pap.I.P.C.R., 20, 189 - 200 (1933)
- S. Iimori, "The Thermo-luminescence Spectrum of Calcite", Sc.Pap.I.P.C.R., 20, 274 - 284 (1933)
- S. Iimori, E. Iwase, "Spektrographische Untersuchung uber die Thermo-lumineszenz des Feldspates", Sc.Pap.I.P.C.R., 28, 147 - 151 (1935)
- S. Iimori, "The Photoluminescence of Feldspar", Sc.Pap.I.P.C.R., 29, 79 - 110(1936)
- S. Iimori, J. Yoshimura, "The Cathodo-Luminescence Spectra of Feldspars and Other Alkali Alumino-silicate Minerals", Sc.Pap.I.P.C.R., 31, 281 - 295 (1937)
- E. Iwase, S. Iimori, "The Cathodo-luminescence of Luminescent Calcium Silicate", Sc.Pap.I.P.C.R., 34, 173 - 181( 1938)
- S. Iimori, E. Iwase, "The Fluorescence Spectrum of Autunite", Sc.Pap.I.P.C.R., 34, 372 - 376 (1938)

※「Sc.Pap.I.P.C.R.」は「Scientific Papers of the Institute of Physical and Chemical Research」の略称

### 戦前に行なわれたその他の研究
- 飯盛里安・鈴木鑛二 「新有機溶剤ソルベンチン」 理化学研究所彙報 vol.2, pp.561 - 584 (1923)
- 飯盛里安・磯野忠雄 「樹脂瓦斯及び木材瓦斯の組成について」 理化学研究所彙報 vol.2, pp.585 - 589 (1923)
- 飯盛里安・磯野忠雄 「樹脂軽油の主成分（第一報）」 理化学研究所彙報 vol.4, pp.523 - 526 (1925)
- 飯盛里安・石動弘 「写真乾板に及ぼす気体の増感並に減感作用」 理化学研究所彙報 vol.6, pp.45 - 57 (1927)
- 飯盛里安・磯野忠雄 「樹脂軽油の主成分 第二報」 日本化学会誌 vol.48, pp.451 - 457 (1927); 理化学研究所彙報 vol.7, pp.89 - 97 (1928)
- 飯盛里安・北岡馨 「光線による染色体の褪色について」 日本化学会誌 vol.48, pp.479 - 494 (1927); 理化学研究所彙報 vol.7, pp.173 - 195 (1928)
- 飯盛里安・菊池宇宙 「越後 牧産石油の一二の成分について」 日本化学会誌 vol.48, pp.520 - 526 (1927); 理化学研究所彙報 vol.7, pp.109 - 117 (1928)
- 飯盛里安・石動弘 「膠質色素を含有する固態物質の光学的吸収」 日本化学会誌 vol.52, pp.570 - 573 (1931)

### 戦後の研究
- 飯盛里安・飯盛昌三 「含稀元素坏土の焼成物について」 科学研究所報告 vol.25, pp.42 - 47 (1949)
- 飯盛里安・加藤健造 「陶磁器の螢光について」 科学研究所報告 vol.28, pp.132 - 138 (1952)
- 飯盛昌三・飯盛里安 「或る種の合成螢光性鉱物体並びにアルミノ珪酸塩螢光体」 科学研究所報告 vol.29, pp.463 - 467 (1953)
- 加藤健造・飯盛里安 「磁器質螢光体」 科学研究所報告 vol.29, pp.481 - 487 (1953)

## 随筆
- 「太陽エネルギーの化学的利用法」『太陽』第1号、1925年、230 - 235頁。
- 「阿武隈石一夕話」『我等の鉱物』第8巻第12号、1939年、447 - 450頁。
- 「巨大黒雲母一夕話」『我等の鉱物』第11巻第9号、1939年、405 - 409頁。
- 「長手石一夕話」『我等の鉱物』第9巻第4号、1940年、124 - 128頁。
- 「北投石一夕話」『我等の鉱物』第10巻第1号、1941年、37 - 40頁。
- 「放射能一夕話」『鉱物と地質』第8号、1947年、83 - 84頁。
- 「放射化学の発達と思い出」『分析化学』第10巻、1961年、1052 - 1057頁。
- 「造石道楽」『地学研究』第17巻、1966年、3 - 6頁。
- 「明治末期のあの頃 (三つの発祥)」『化学と工業』第21巻第5号、1968年、590 - 592頁。
- 「変彩性軟玉ヒスイの話」『地学研究』第21巻第2号、1970年、43 - 46頁。
- 「あの頃の思い出」『地学研究・長島乙吉先生追悼特集号』第21巻、1970年、321 - 324頁。
- 「分析化学夢物語」『分析化学』第20巻第1号、1971年、109 - 111頁。
- 「稀元素の想い出」『学術月報』第26巻第5号、1973年、343 - 346頁。
- 「化学分析その他の昔話」『ぶんせき』第6号、1975年、398 - 402頁。

※一夕話 (いっせきわ) ：ある晩語られた話

## 栄典
- 1918年（大正7年）5月20日 - 従六位[108]

## 受賞歴
- 1921年 桜井褒章[23]
- 1944年 朝日文化賞(希元素の研究)[23]
- 1945年 帝国学士院賞 (稀元素鉱物殊に放射性及発光性鉱物に関する研究)
- 1952年 日本分析化学会名誉会員章[91]
- 1964年 勲四等旭日小綬章 (1917年 - 1945年までの28年間の希元素の研究) [91]
- 1957年 第9回東京都優秀発明展覧会 奨励賞 (人工装飾石に対し)[91]